# Biserica reformată din Sântana Nirajului

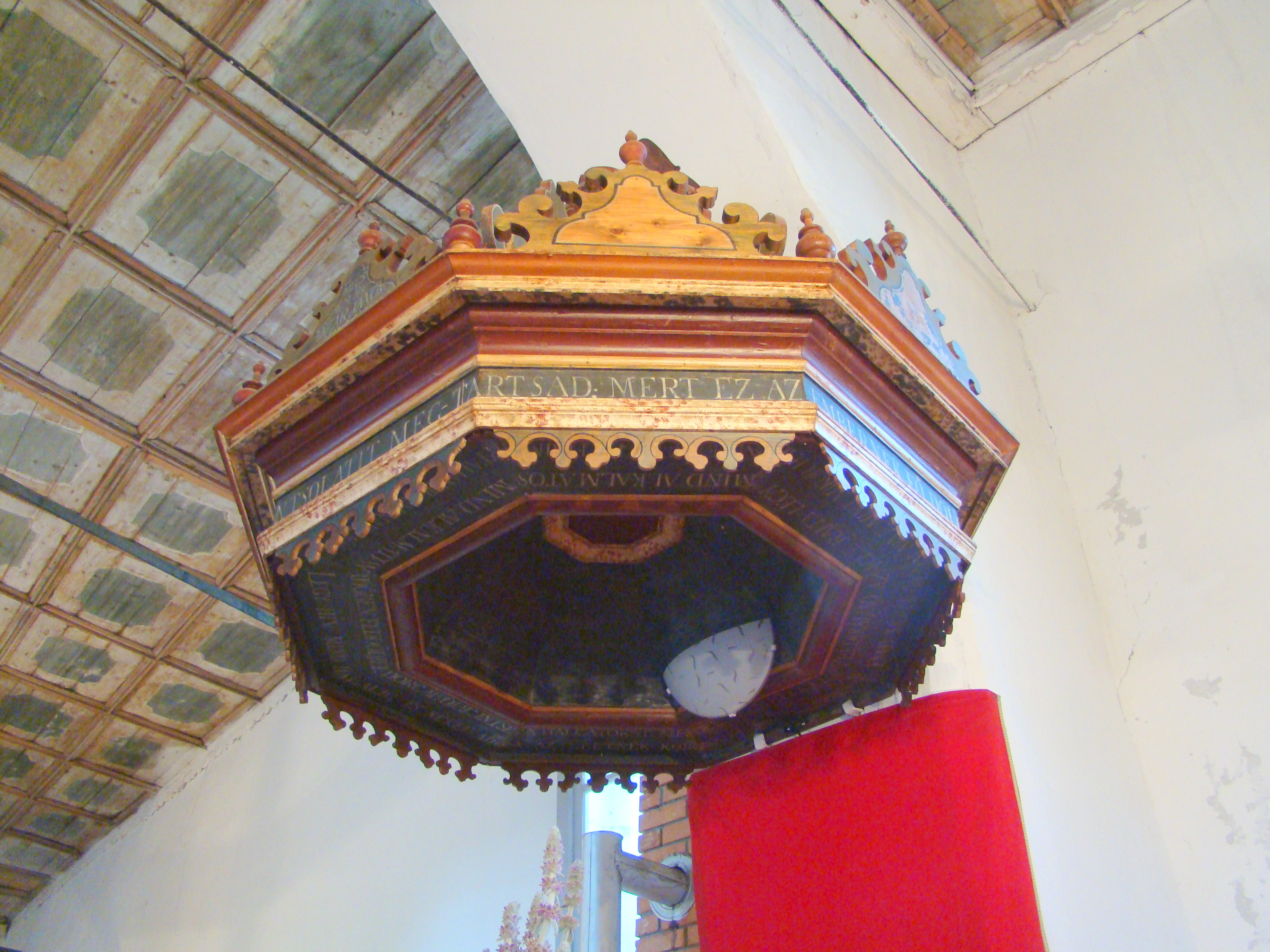
Coronamentul amvonului

Biserica reformată din Sântana Nirajului este un ansamblu de monumente istorice aflat pe teritoriul orașului Miercurea Nirajului.
Ansamblul este format din două monumente:
- Biserica reformată (cod LMI MS-II-m-A-15721.01)
- Clopotniță din lemn (cod LMI MS-II-m-A-15721.02)

## Localitatea
Sântana Nirajului (în maghiară Nyárádszentanna) este o localitate componentă a orașului Miercurea Nirajului din județul Mureș, Transilvania, România. Se află pe malul stâng al râului Niraj, vizavi de Miercurea Nirajului. Prima menționare documentară a satului Sântana Nirajului este din anul 1332, sub numele de Sancta Anna.

## Biserica
Este posibil ca populația catolică din fostul sat să fi fost reformată încă din anii 1570. Parohia reformată locală a fost organizată în 1615. 
Biserica se află pe un vârf de deal, deasupra satului, spre est. Unii datează construcția în secolul al XIV-lea, iar alți istorici ca fiind din secolul al XIII-lea. Din biserica veche catolică se păstrează altarul semicircular. Nava a fost transformată complet. Cadrul fostei uși laterale gotice a fost așezat la baza pridvorului. În 1765 plafonul inițial al navei a fost înlocuit cu un tavan casetat. Coroana de amvon, sculptată și pictată, a fost realizată în anul 1766.
Clopotnița acoperită cu șindrilă a fost construită în 1669.
Biserica este permanent amenințată de alunecările de teren din zonă. În 1895 a fost făcută o reparație generală a bisericii. Între 1965 și 1967 au fost făcute noi reparații: fisurile zidurilor, reconstrucția arcului de triumf, reconstruirea stâlpilor, întărirea și refacerea clopotniței și alte reparații interne și externe. Cu ajutorul districtului bisericii reformate din Transilvania și al guvernului român, precum și al organizațiilor străine protestante, în ultimii ani biserica a fost consolidată, s-au făcut reparații exterioare și interioare, recondiționarea clopotniței, drenarea subsolului.
În 2011, orga bisericii a fost restaurată de Zoltán Pap și Szabolcs Bartis. În 2012, dulgherul Béla Oltyán a confecționat noul mobilier pentru biserică. Pastorii care au slujit în biserica reformată din Sântana Nirajului: István Demeter (1946-1969), Ferenc Székely (1969-1973), Béla Szász (1973-2002), András Gecző (2003-).

## Imagini din exterior

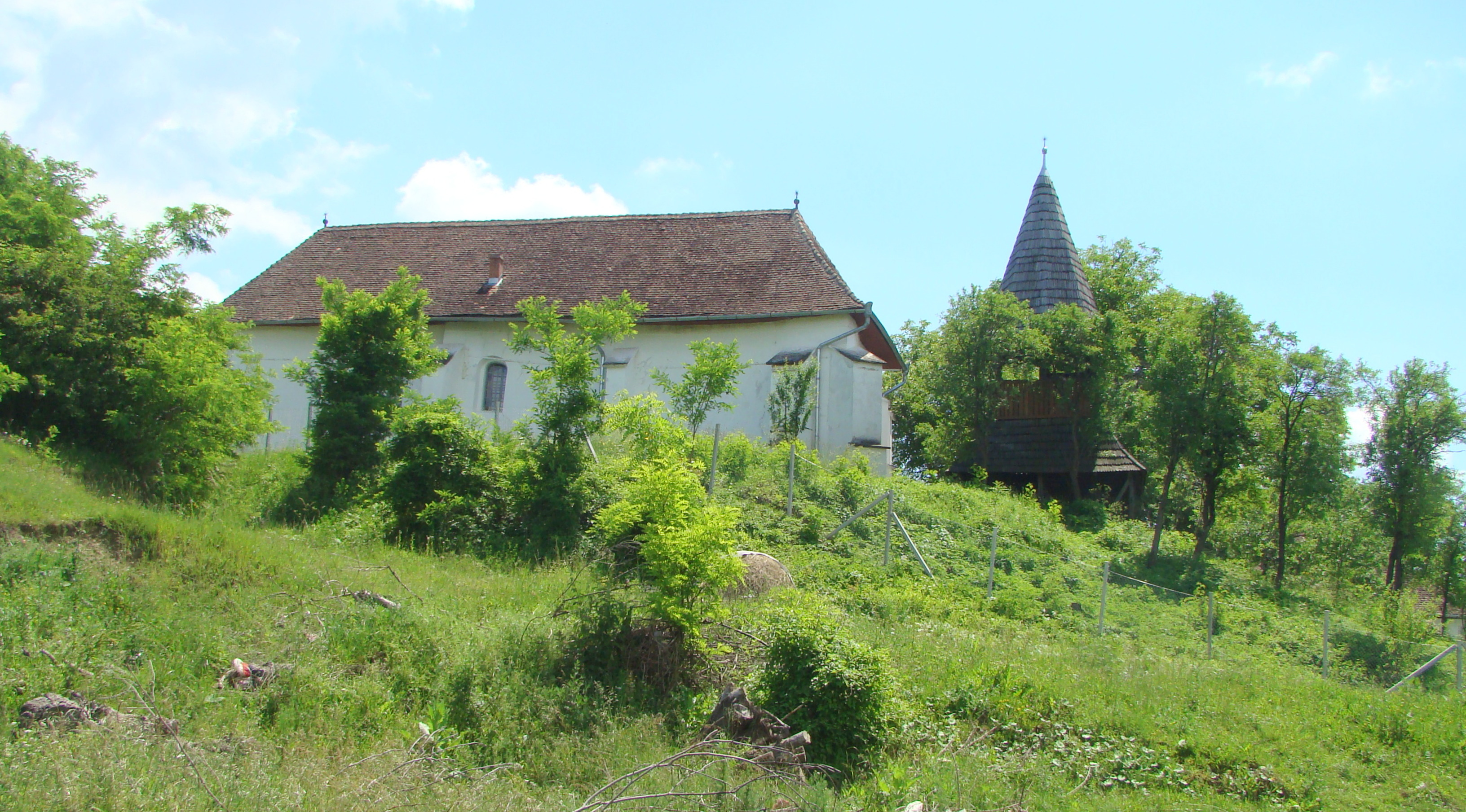
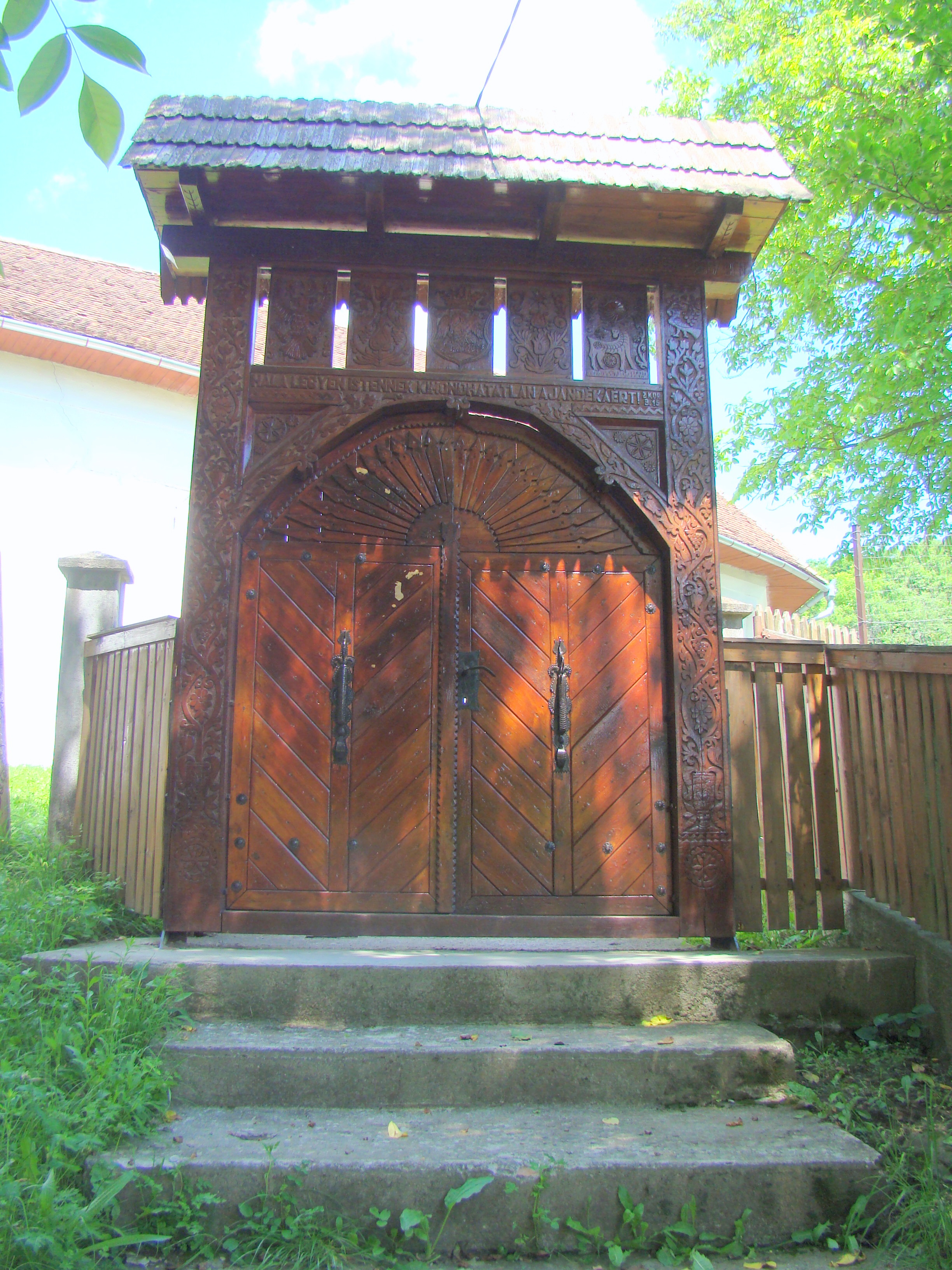
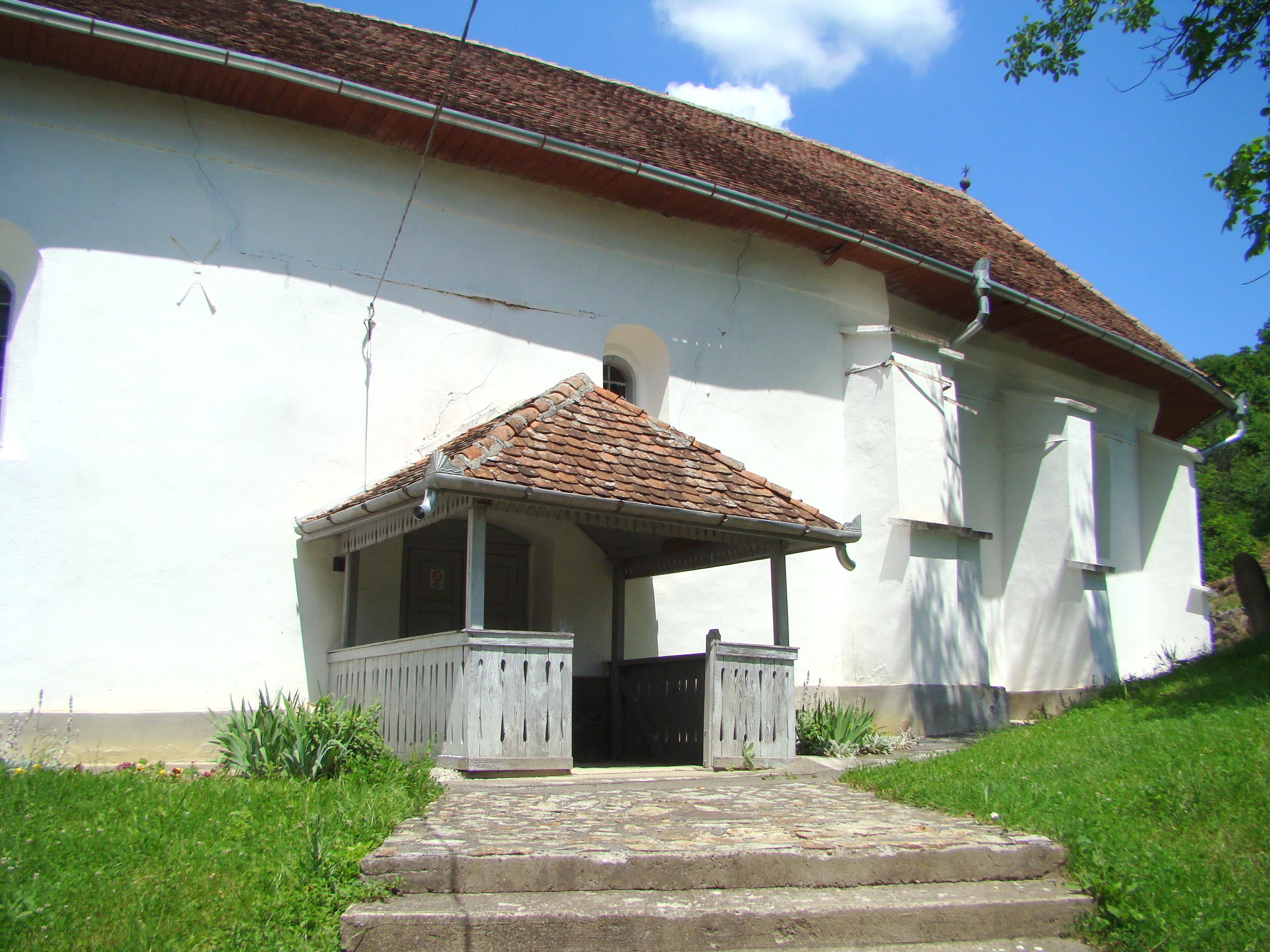
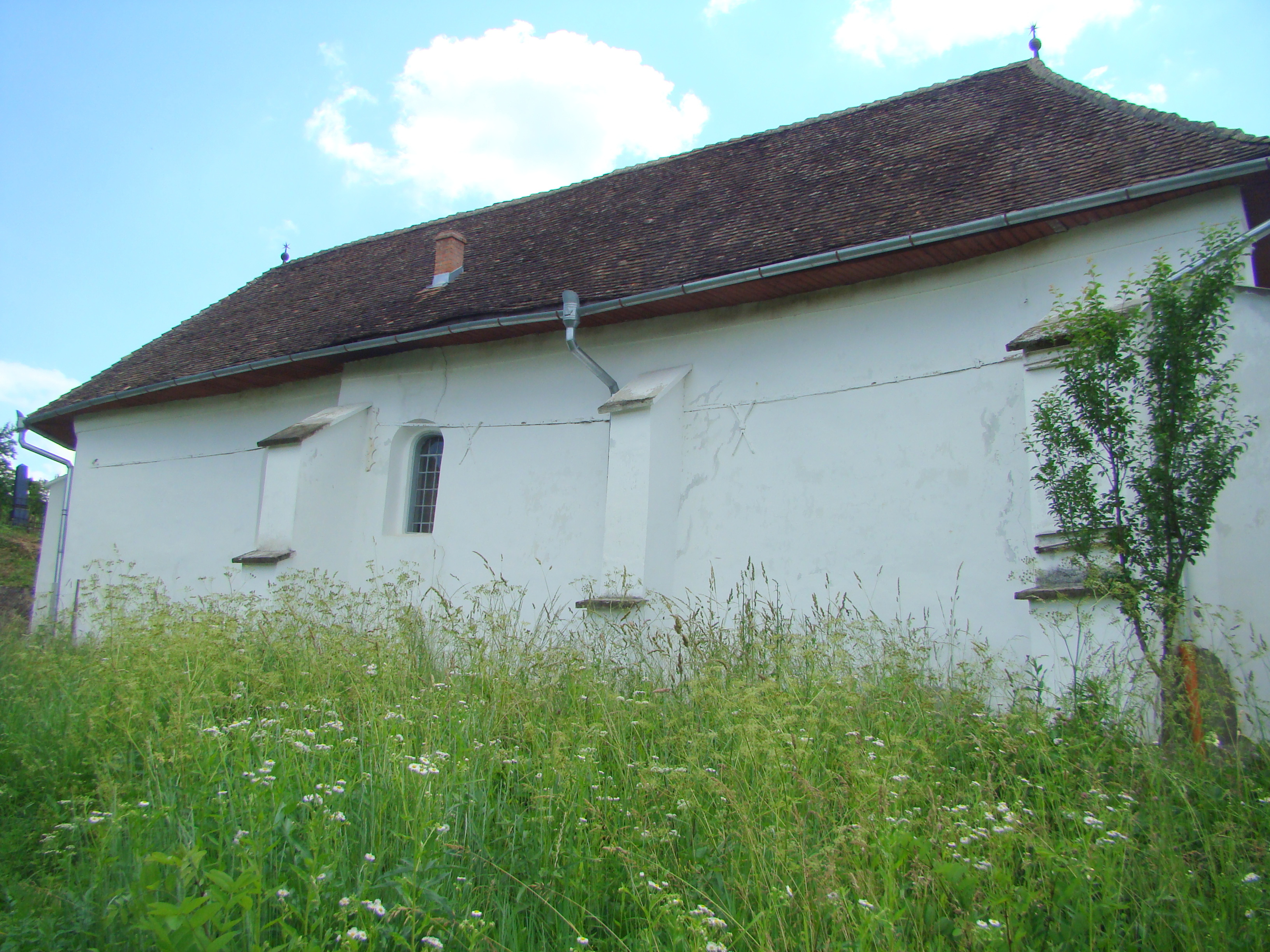
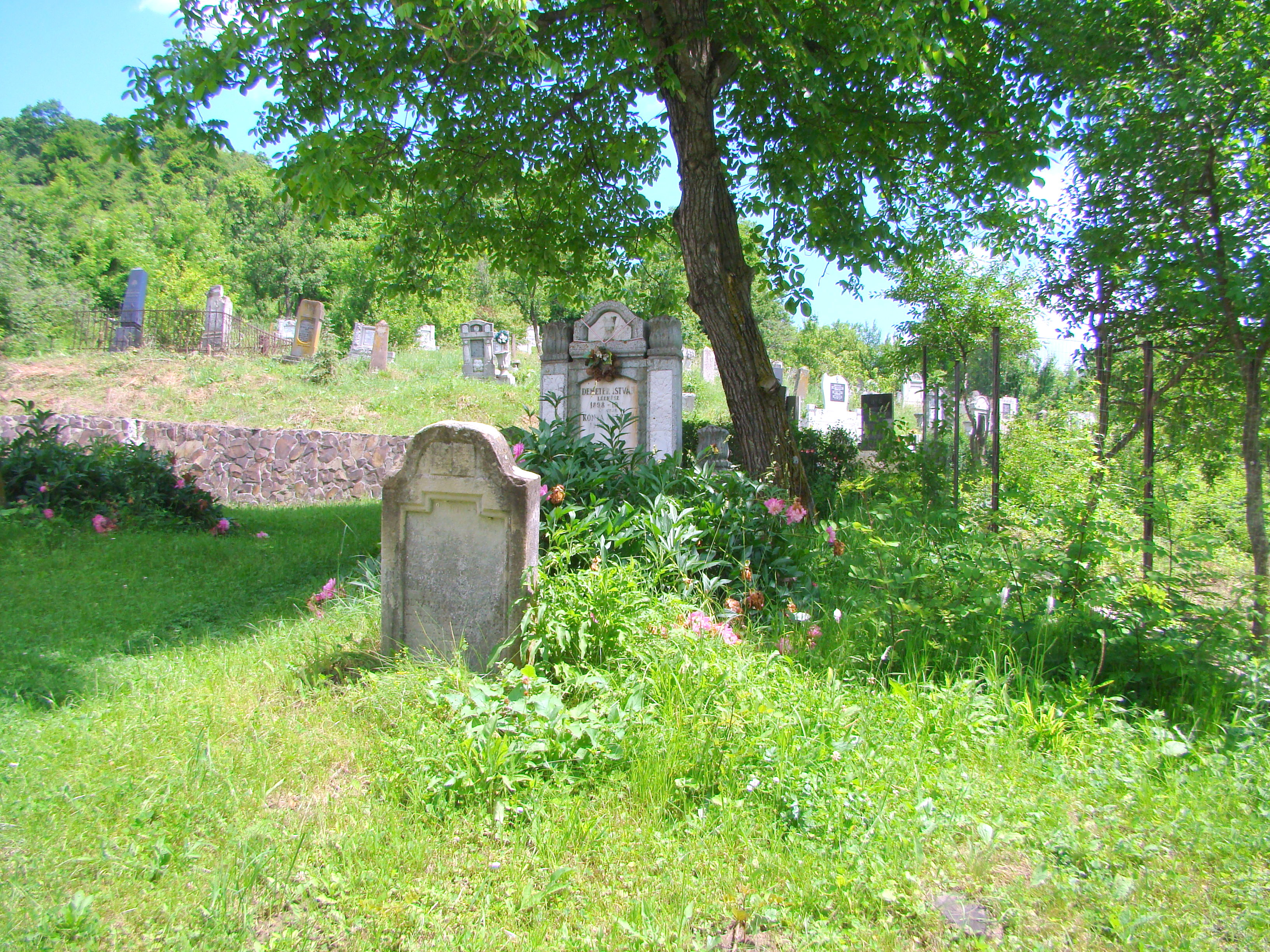
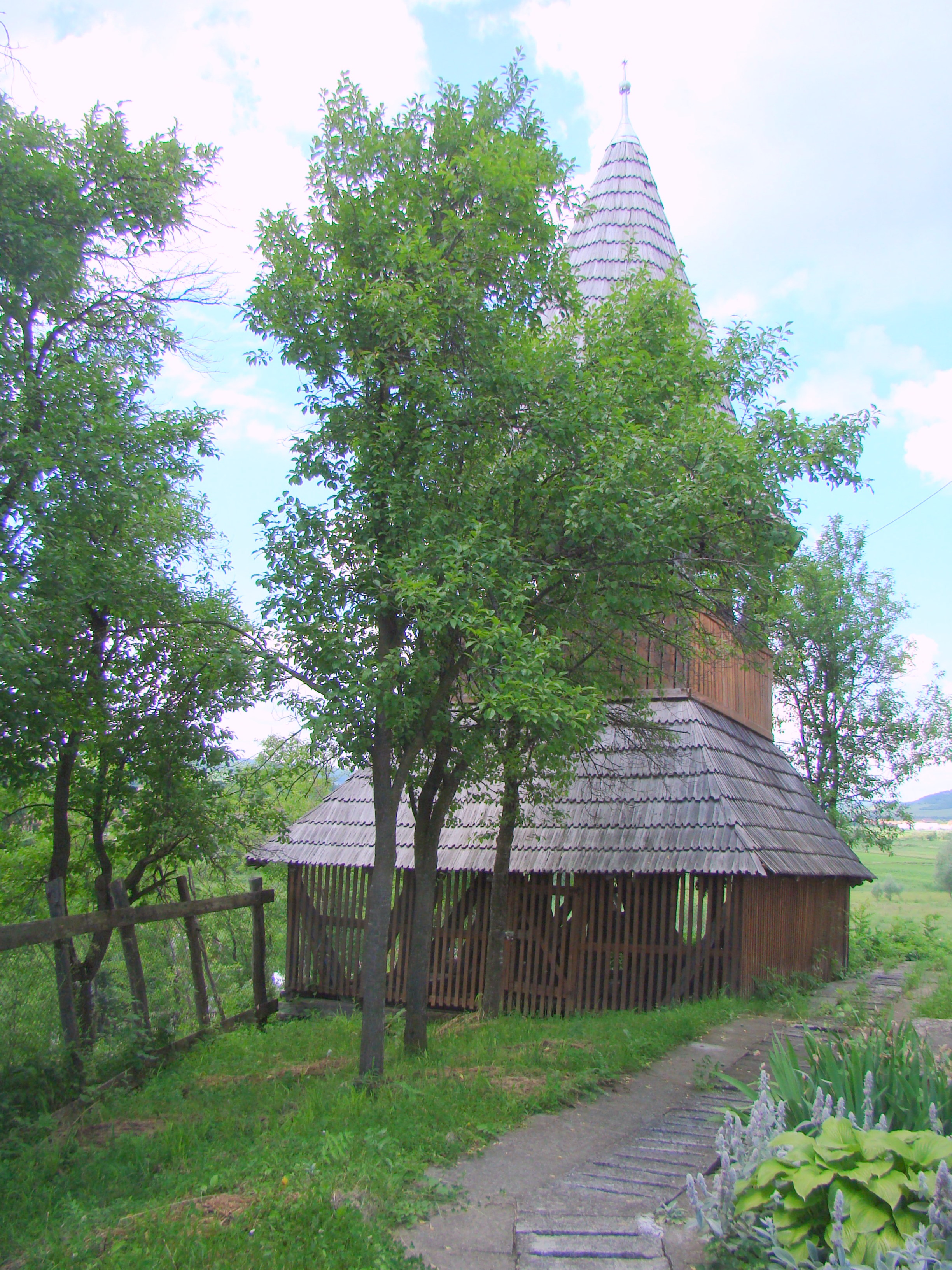
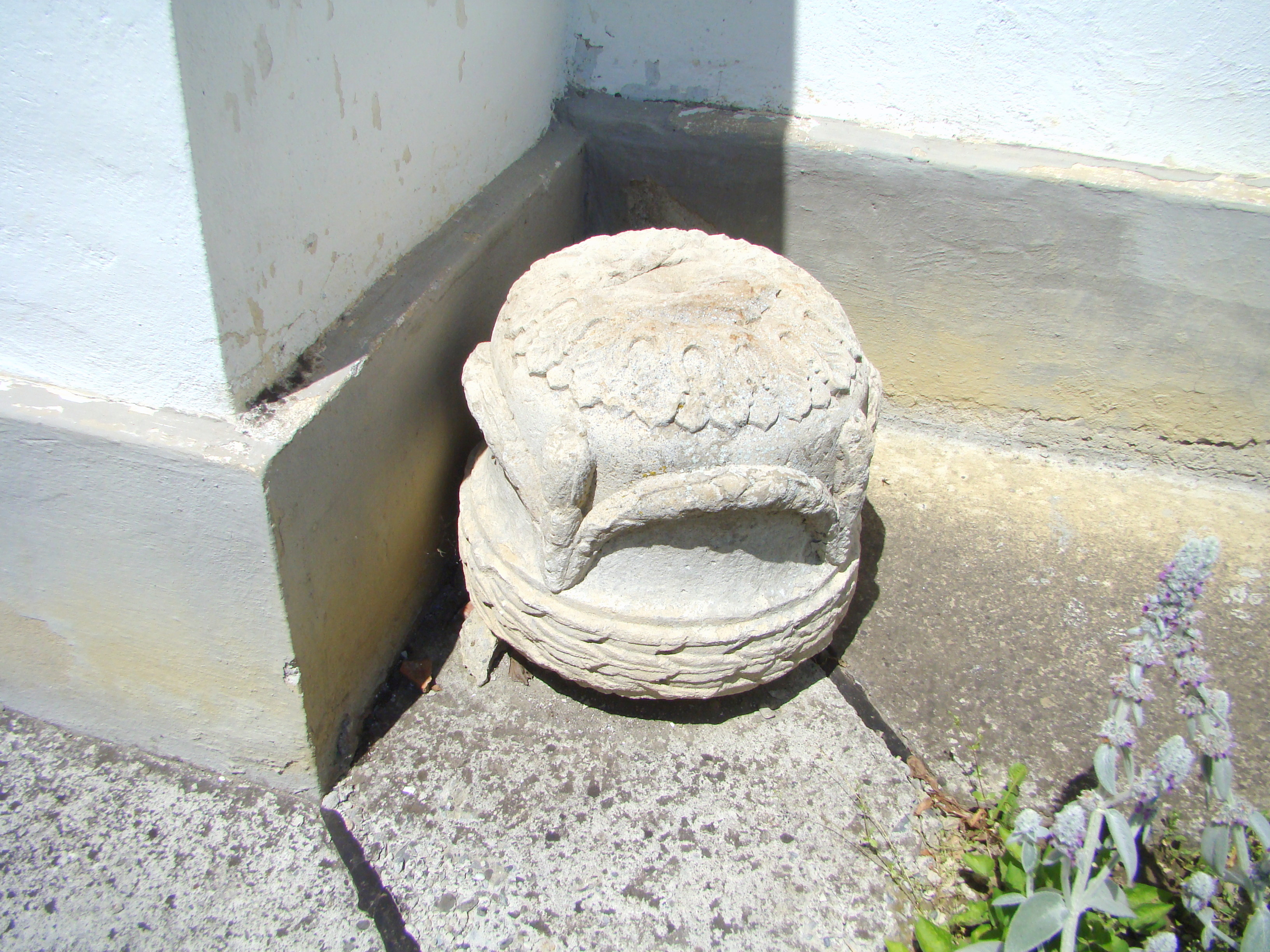
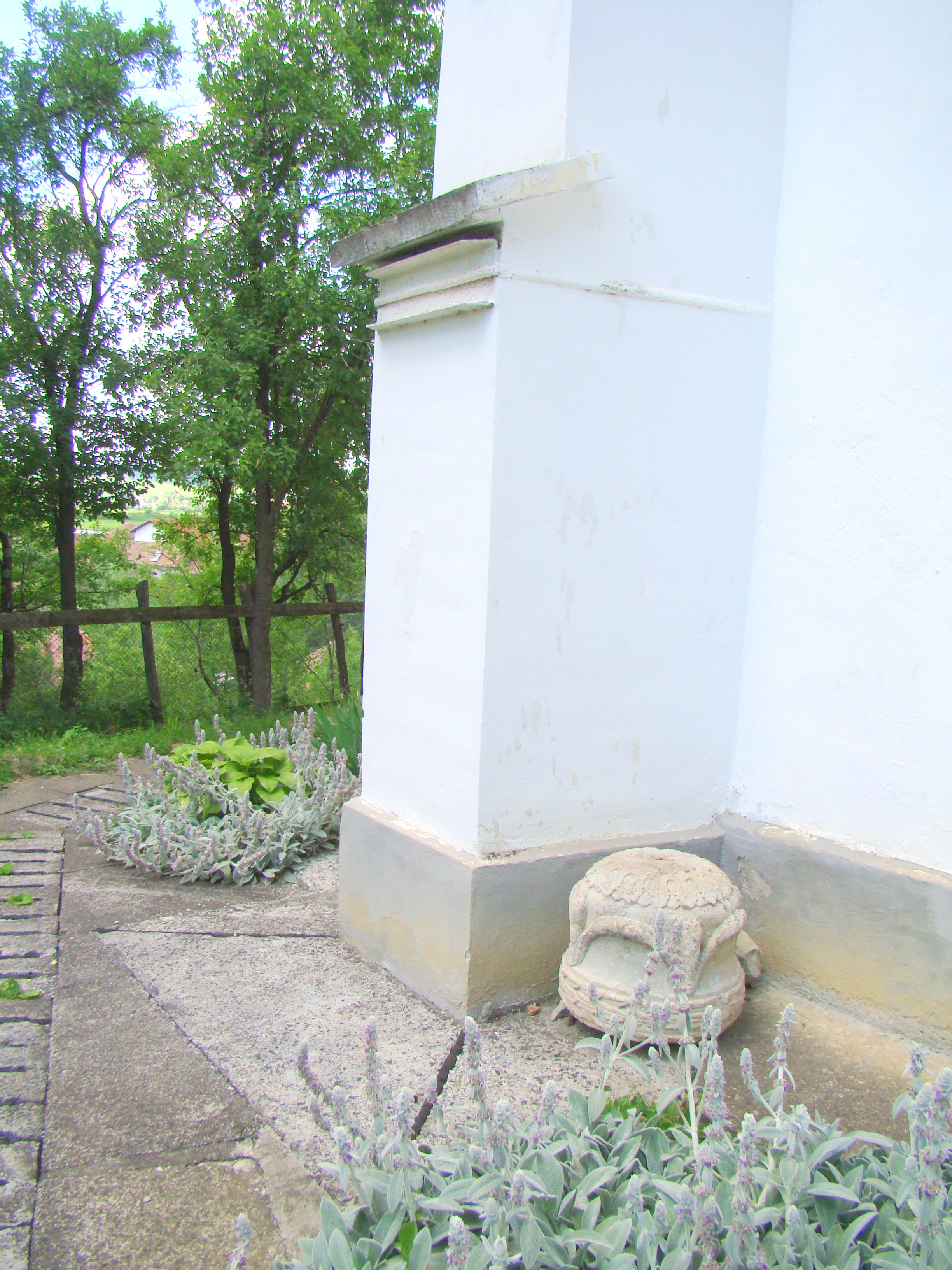
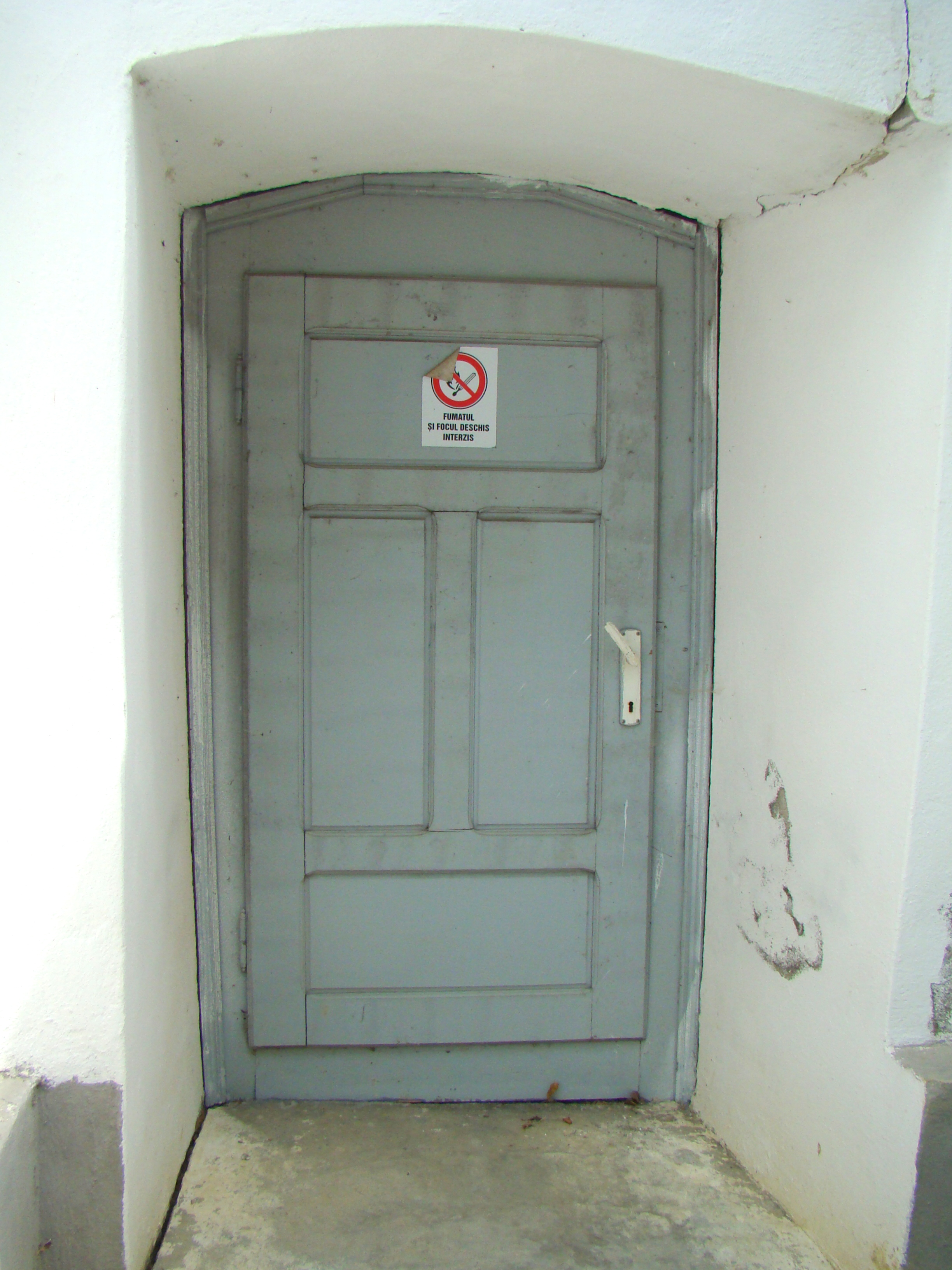
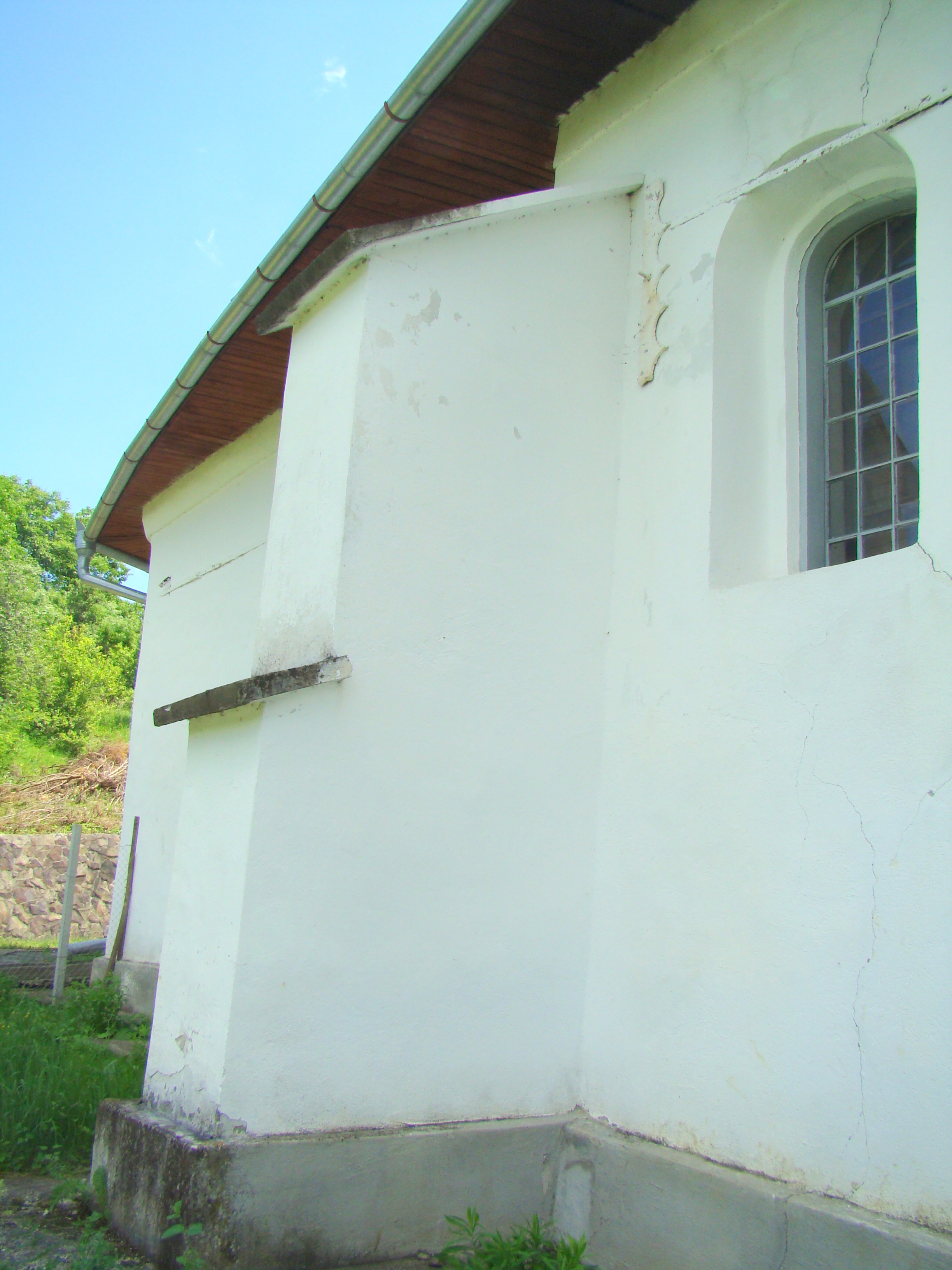
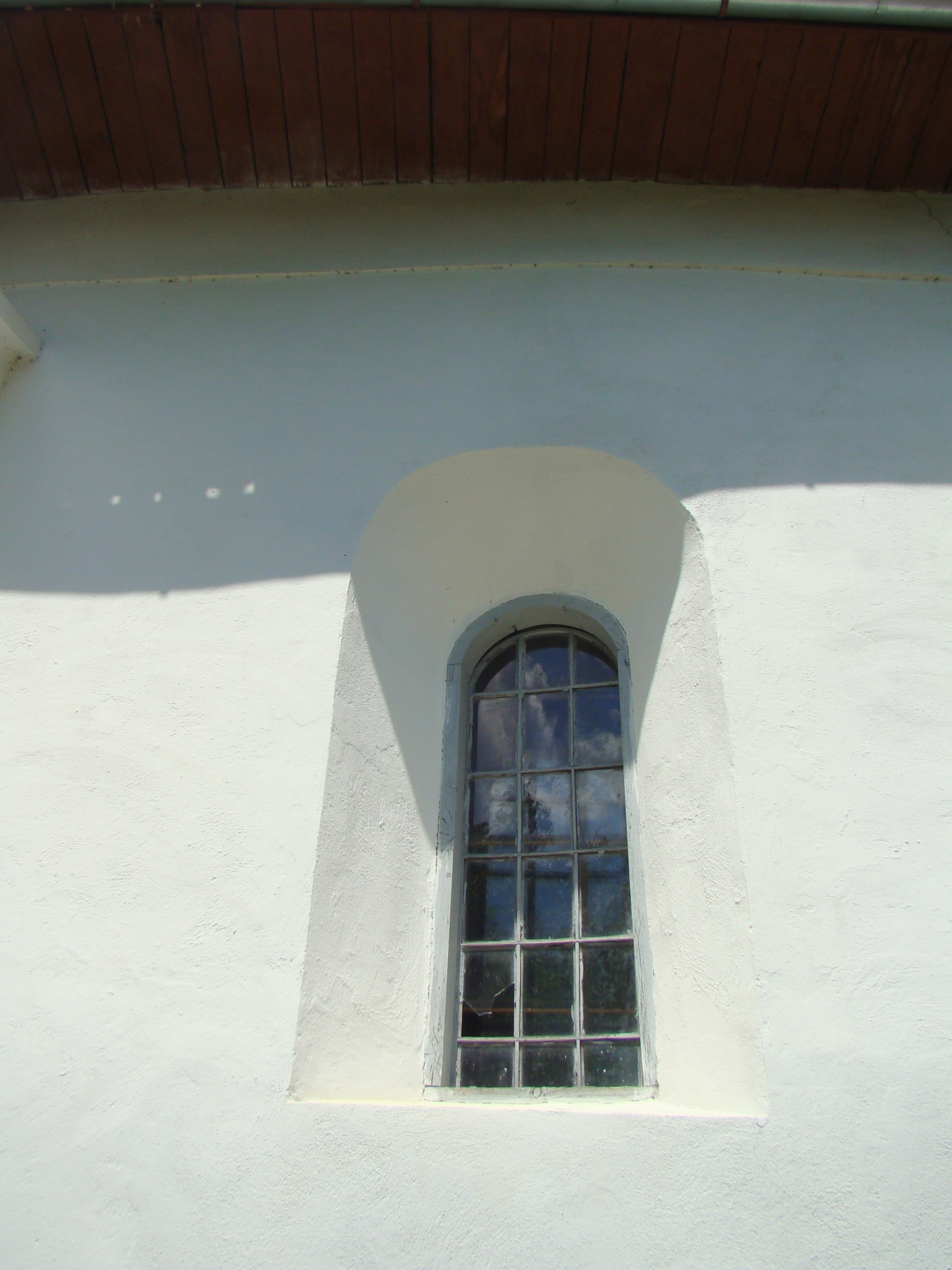
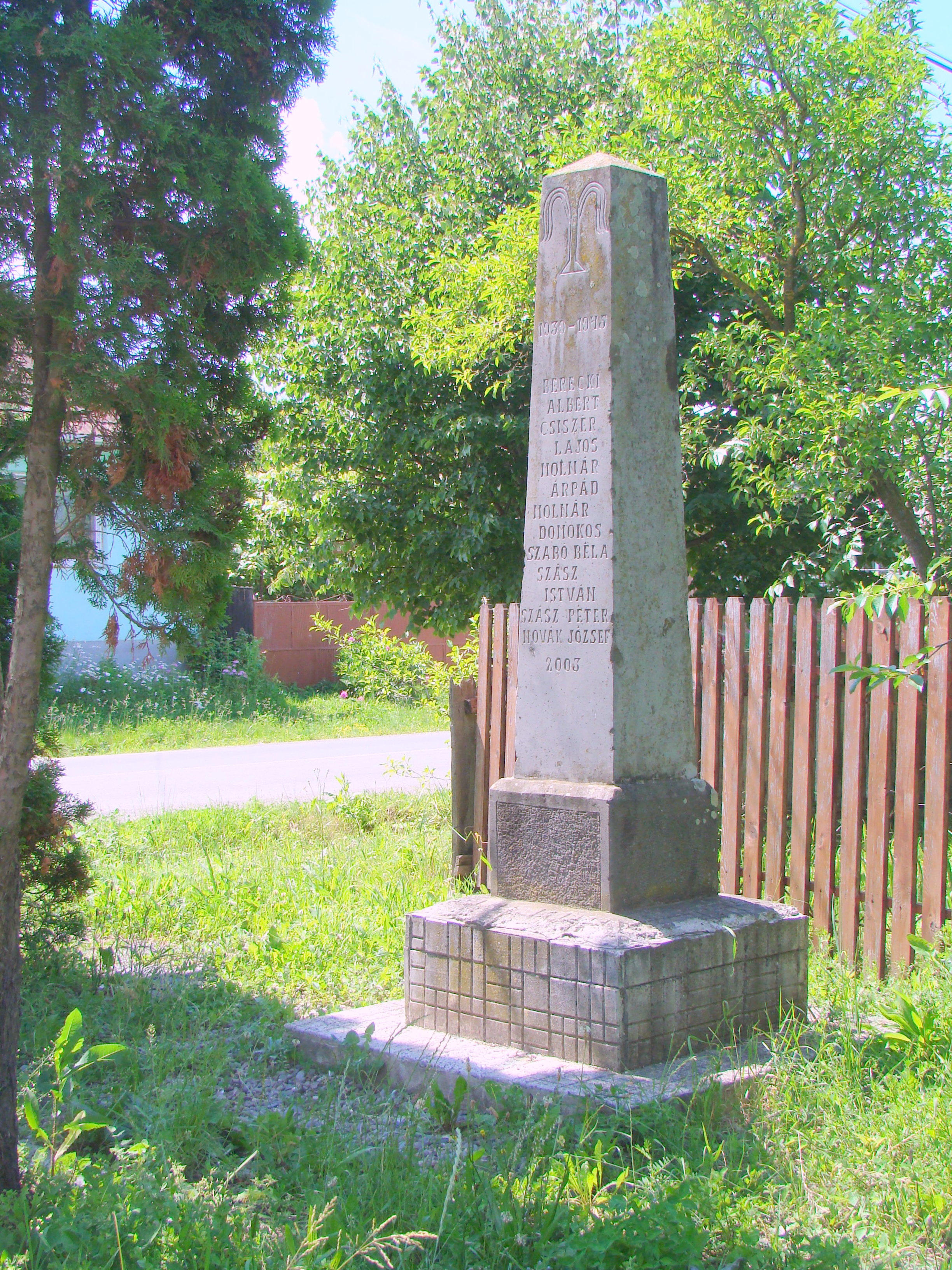
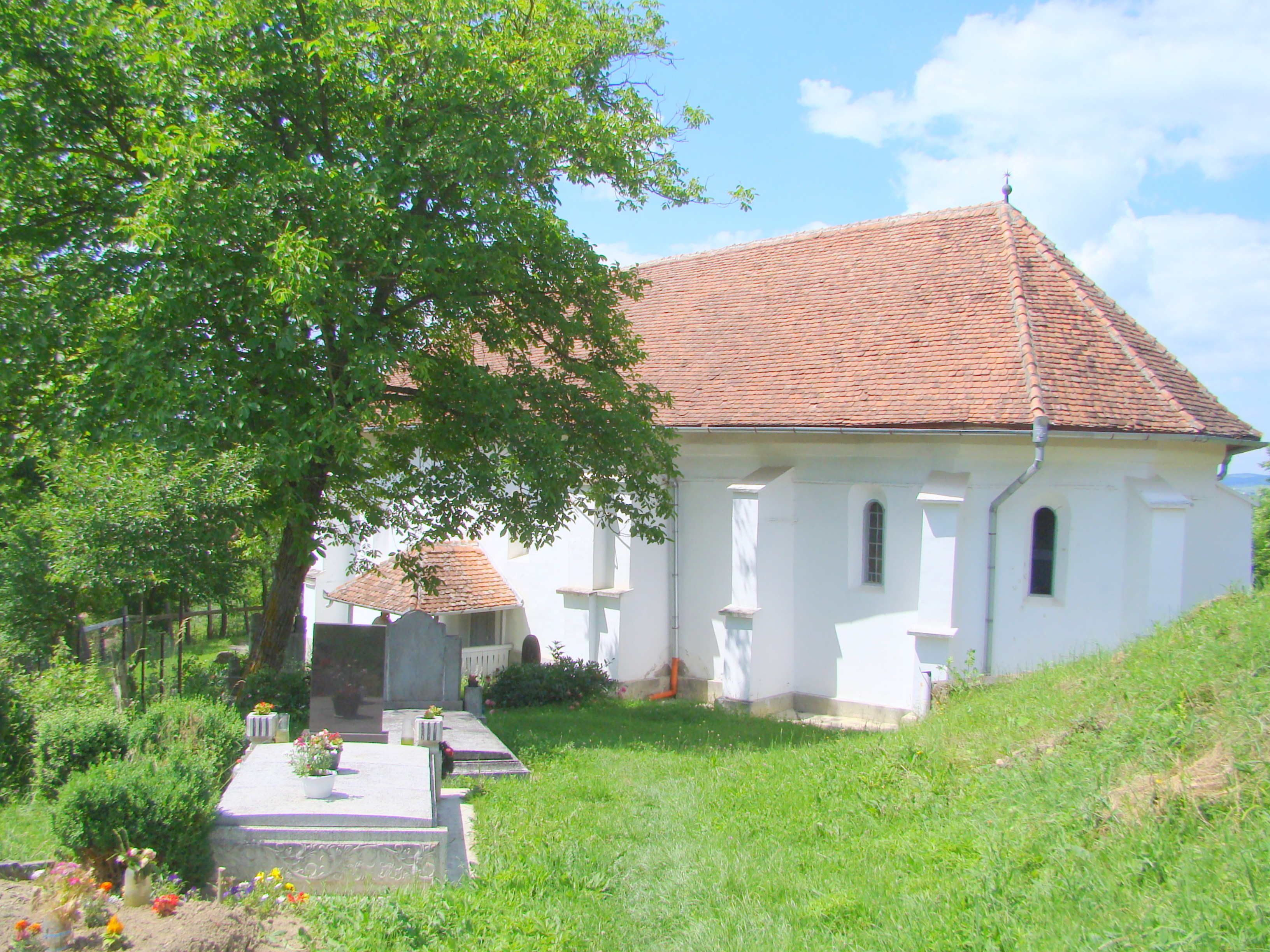
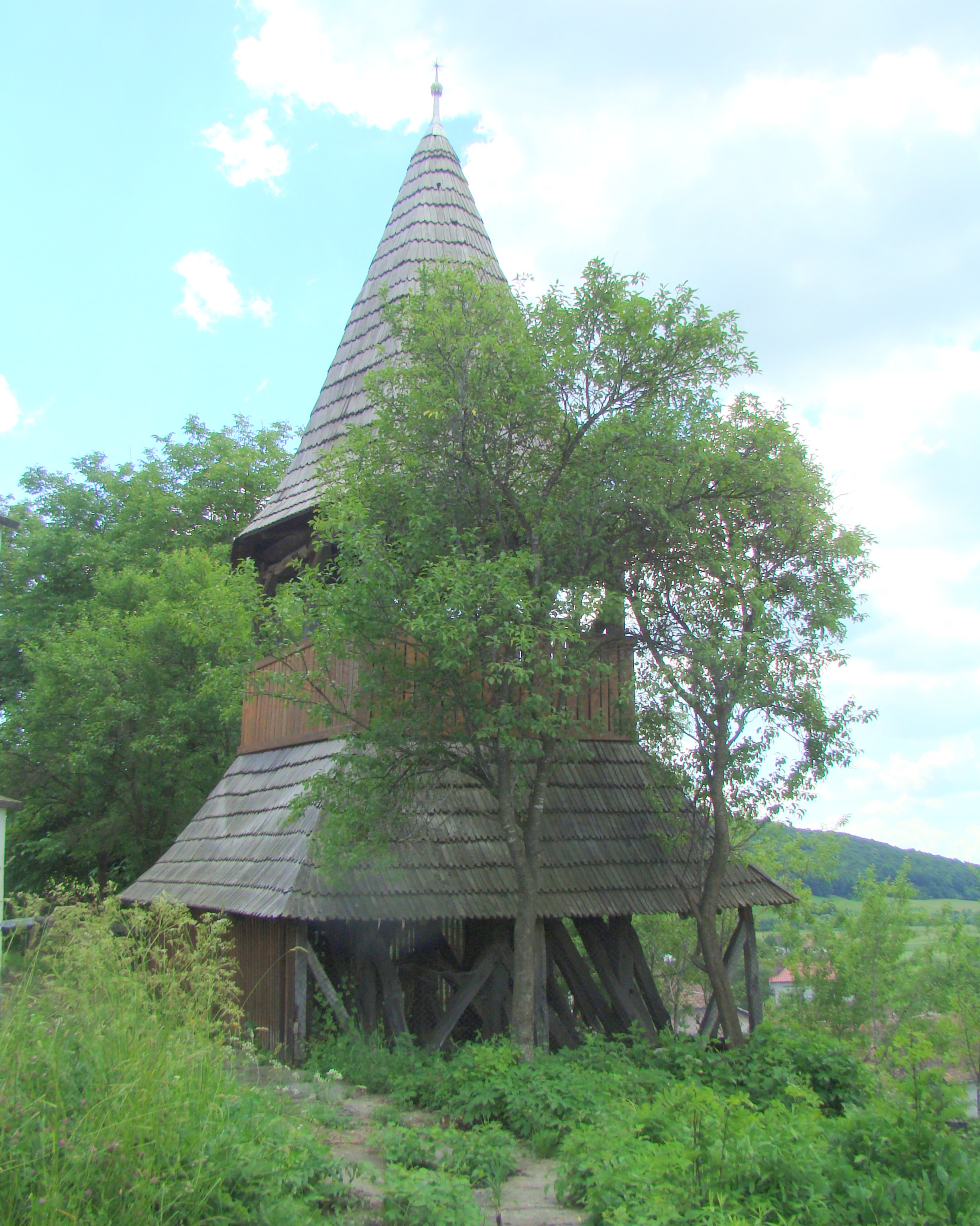
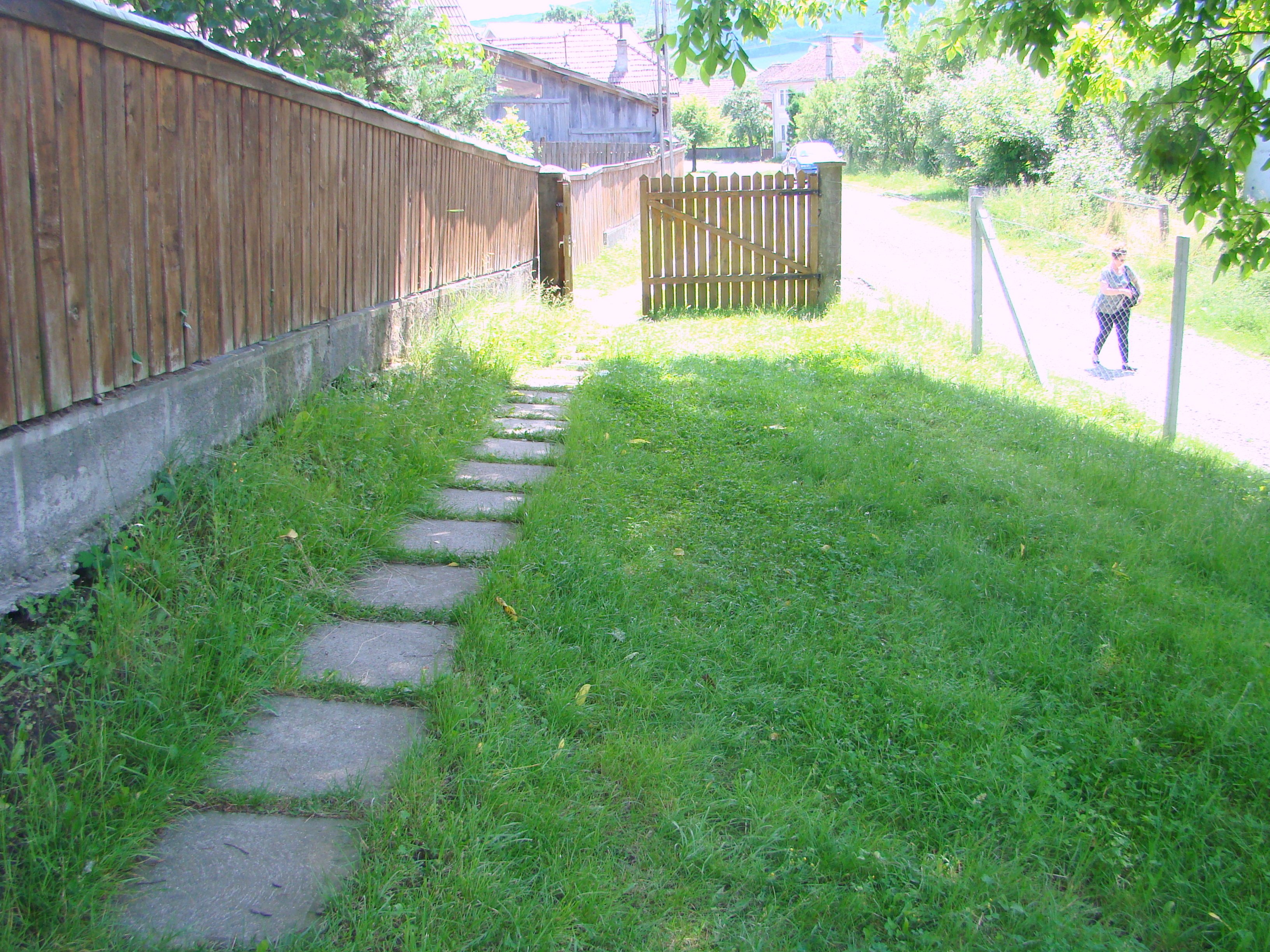
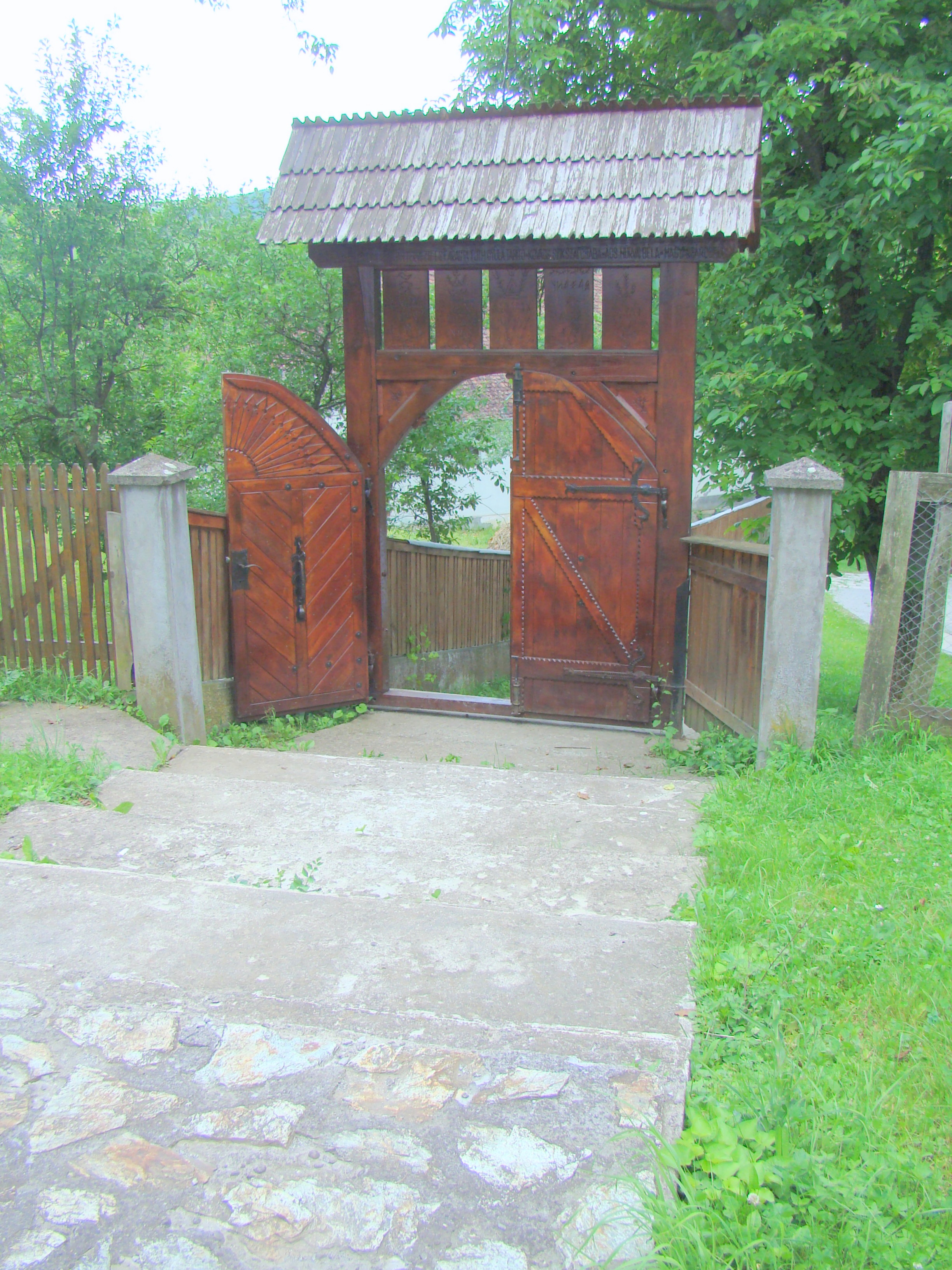
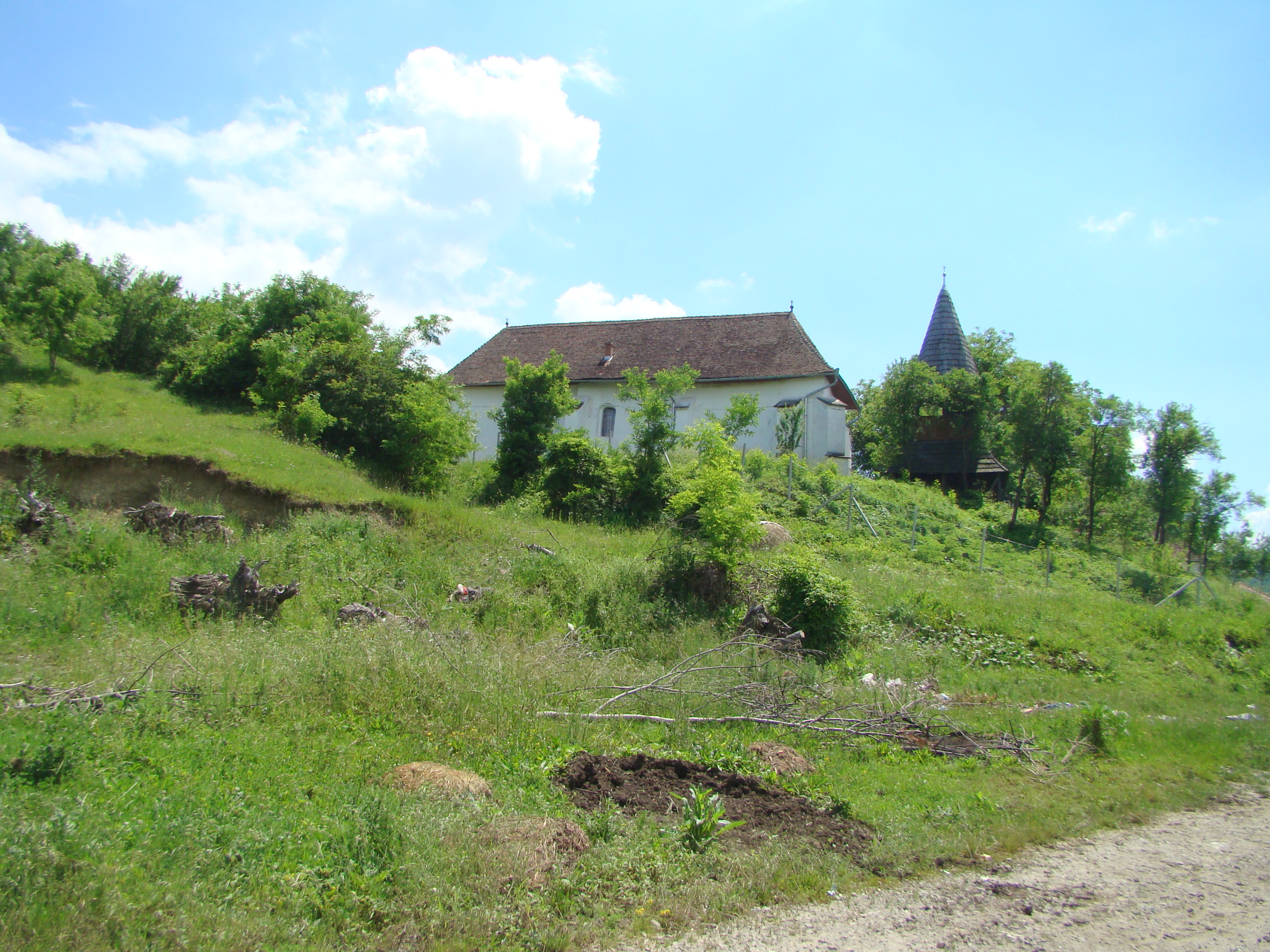

## Imagini din interior

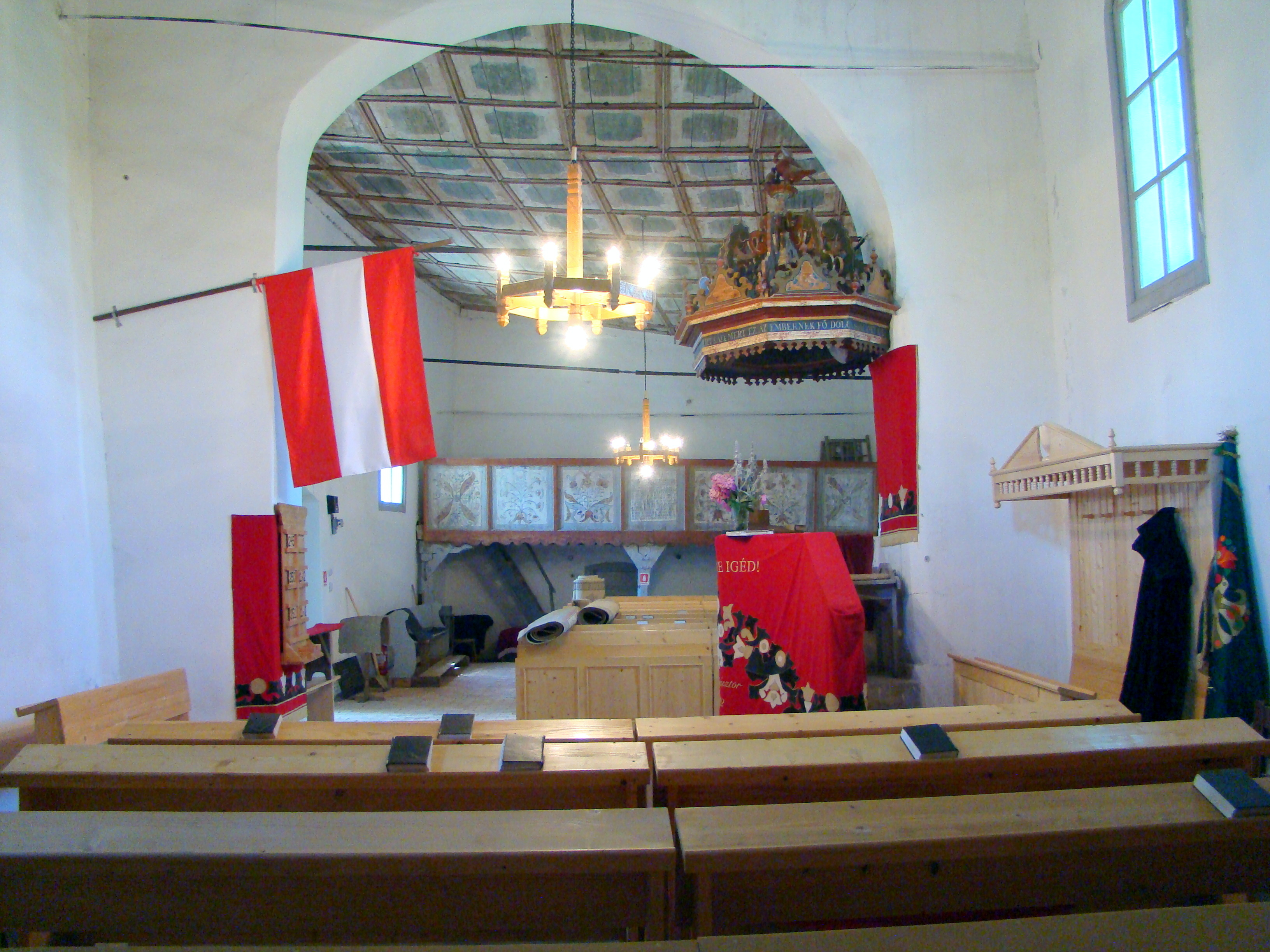
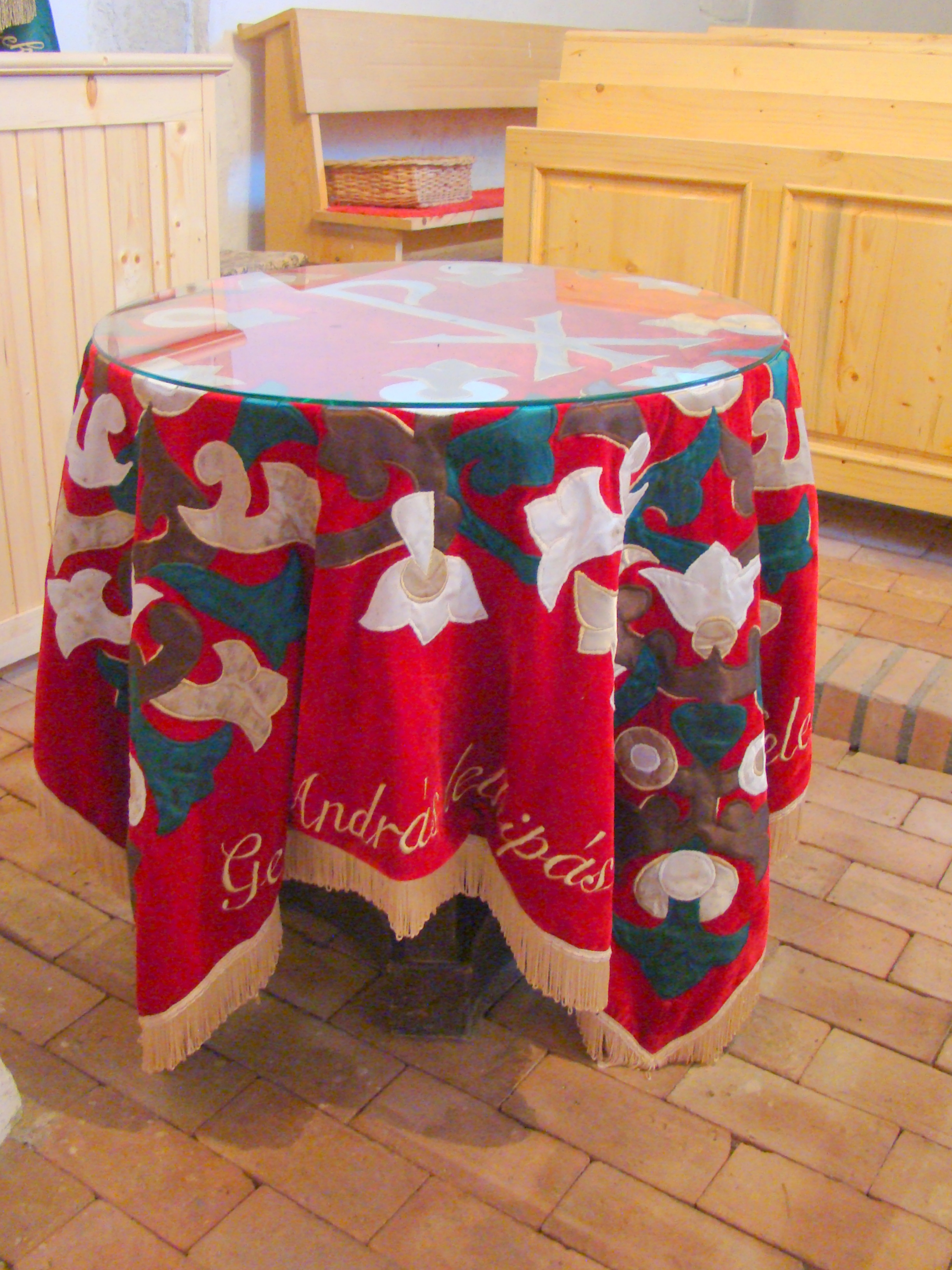
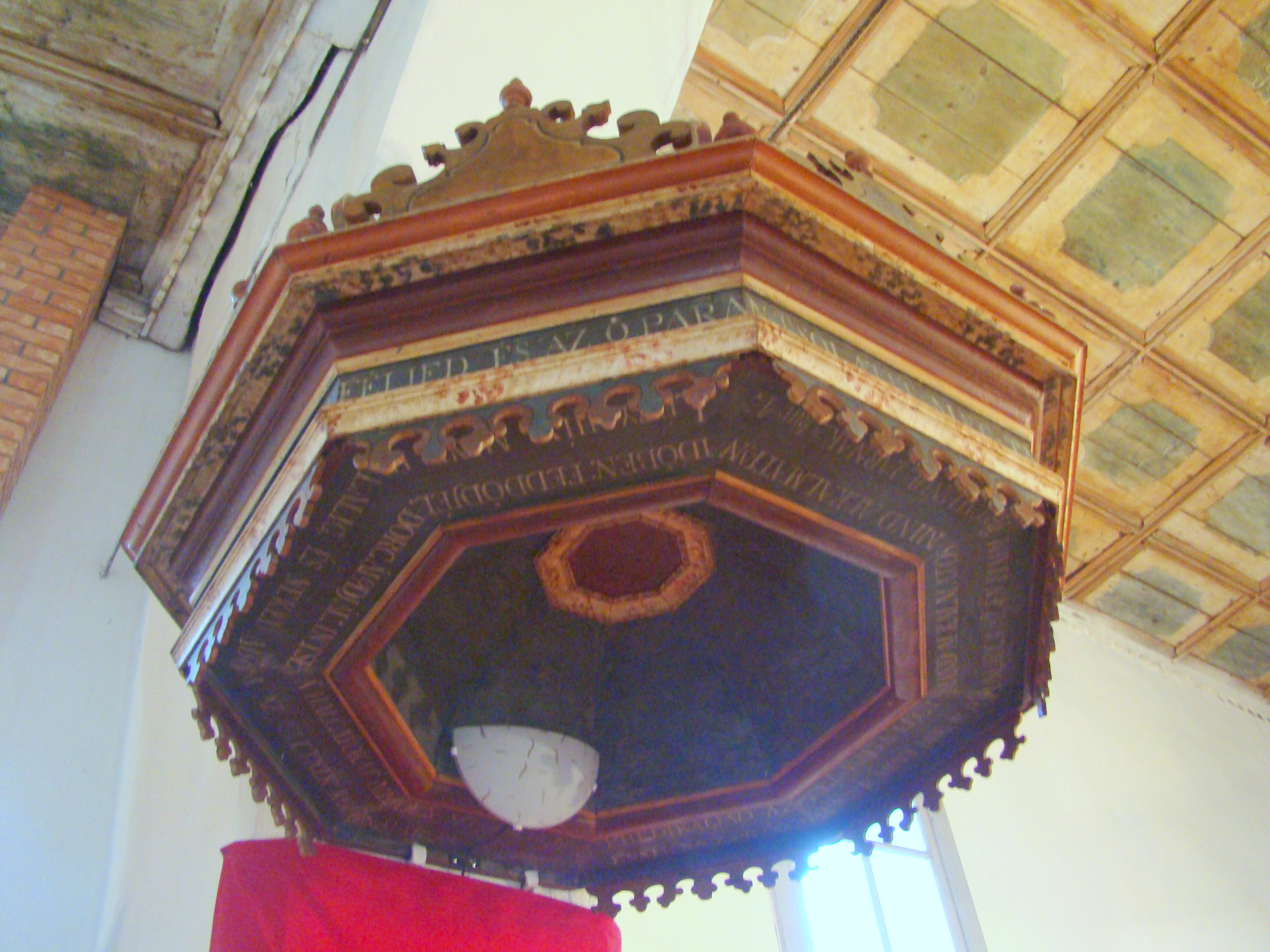
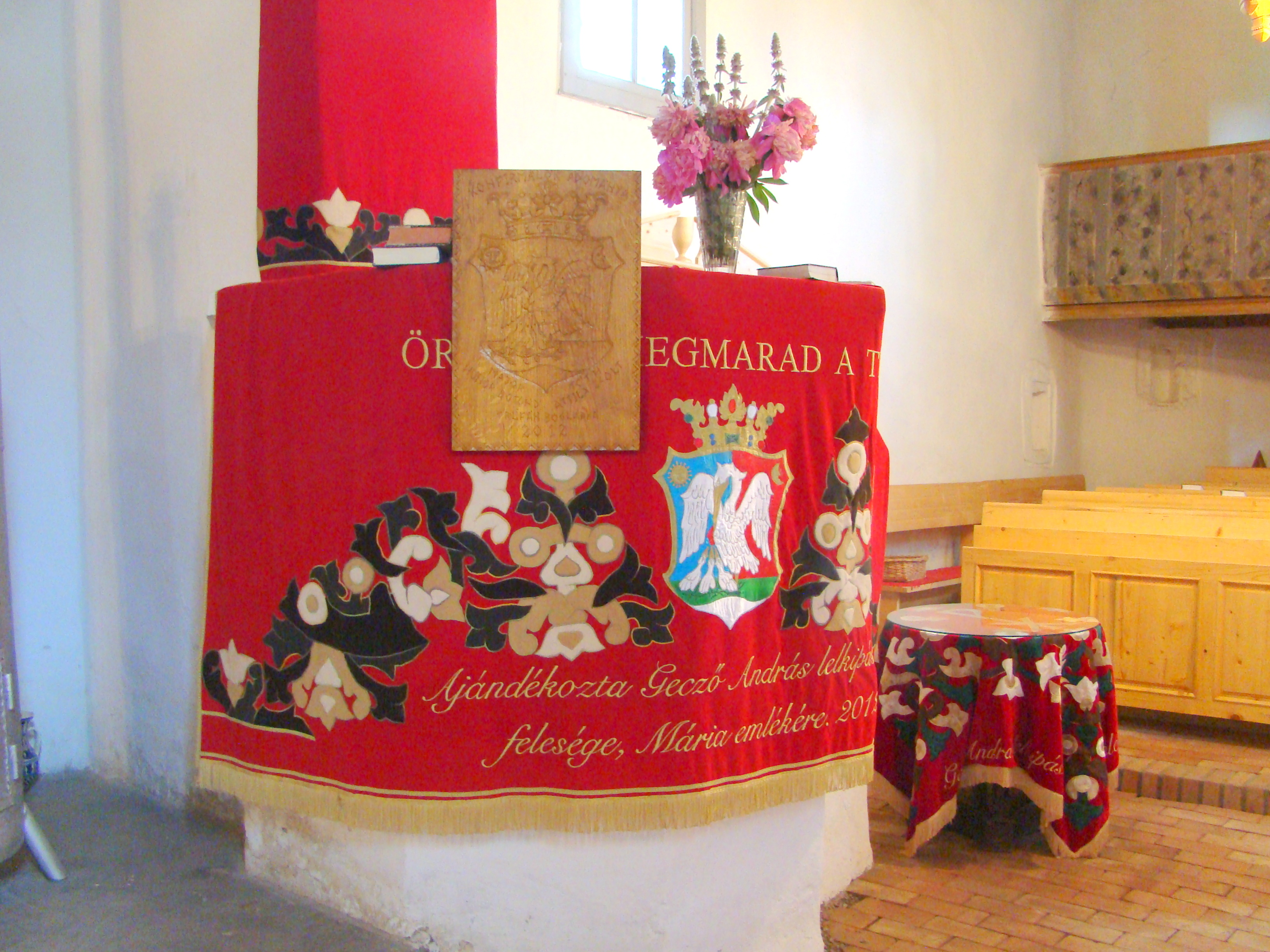
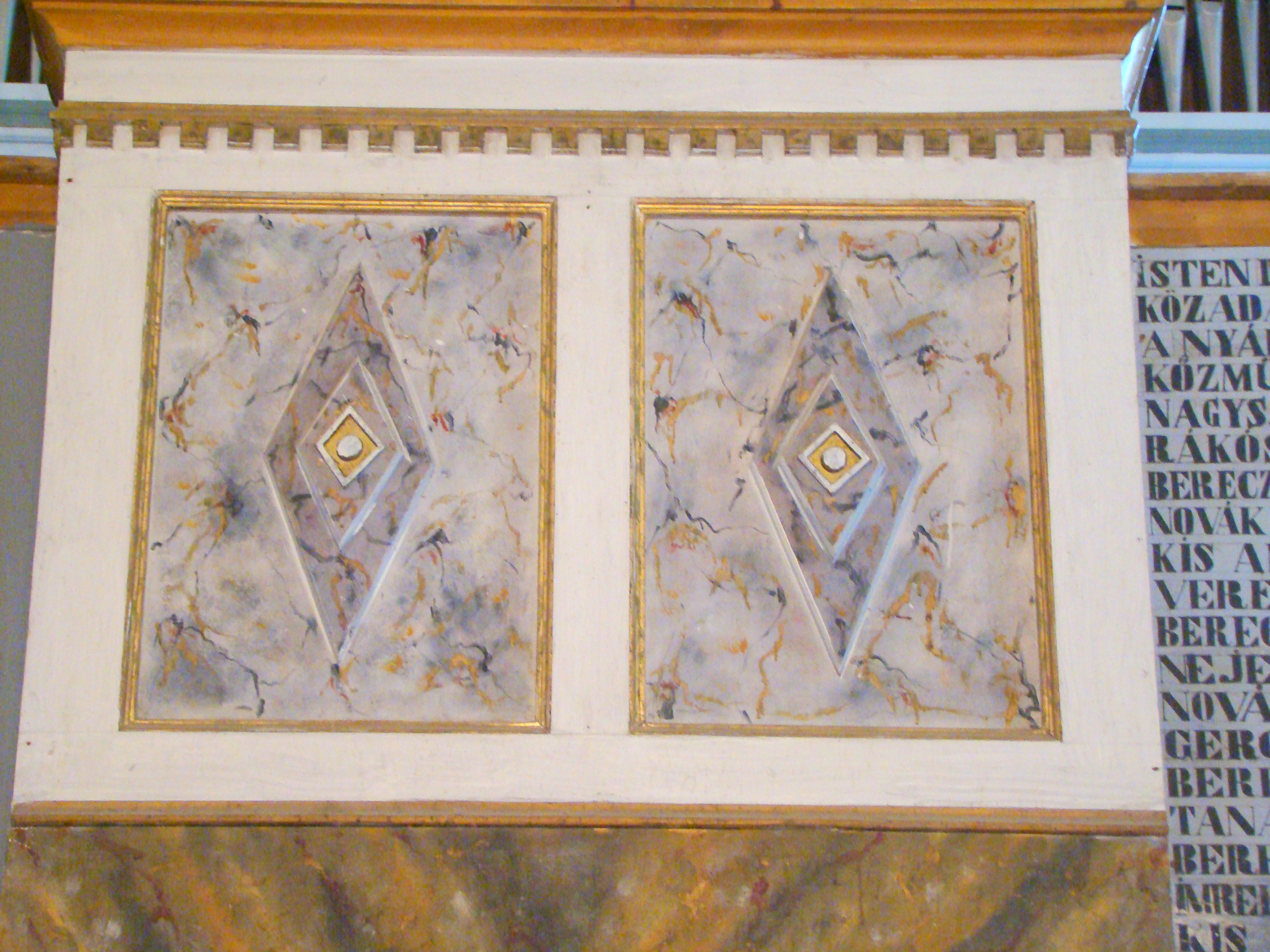
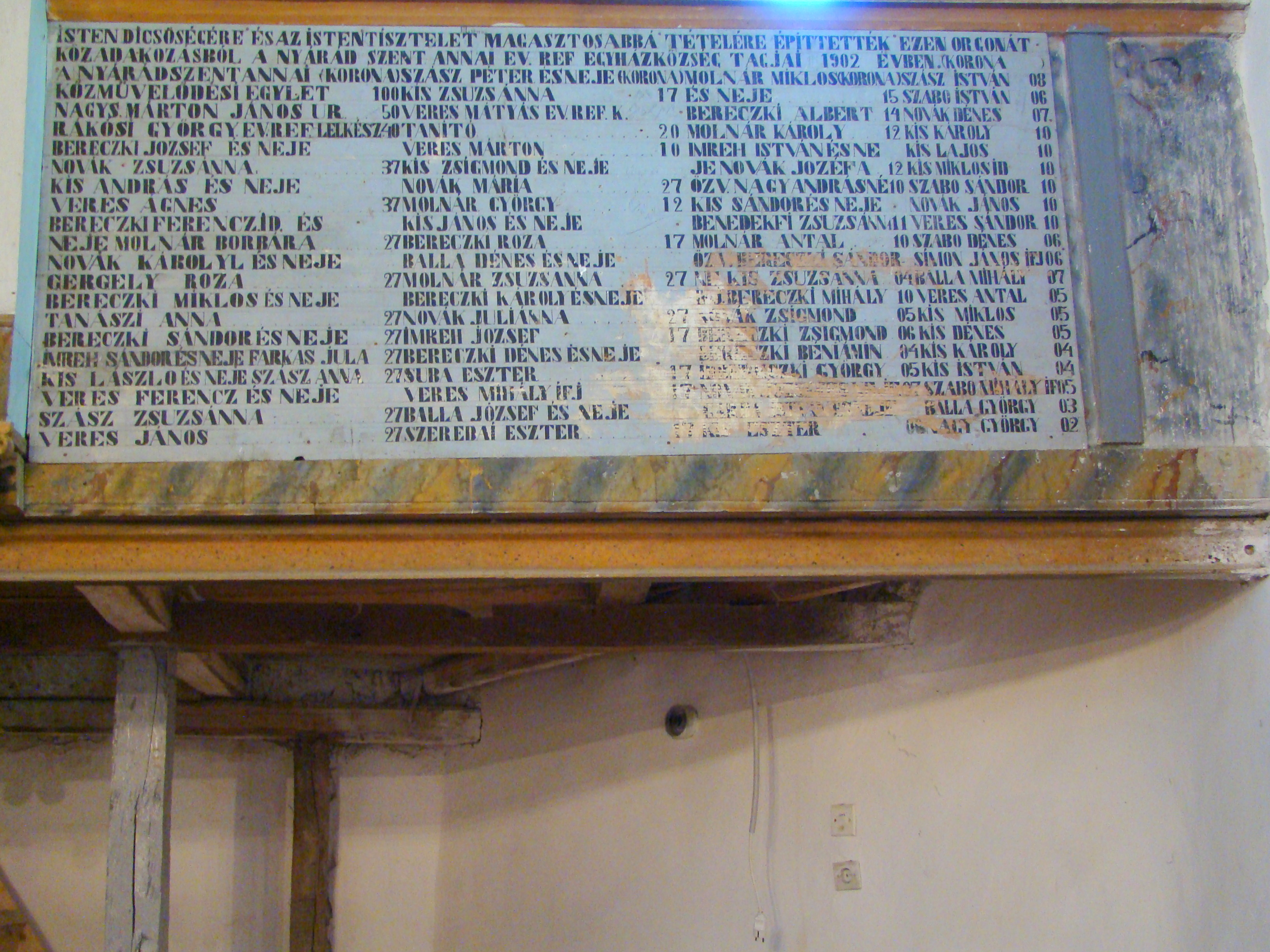
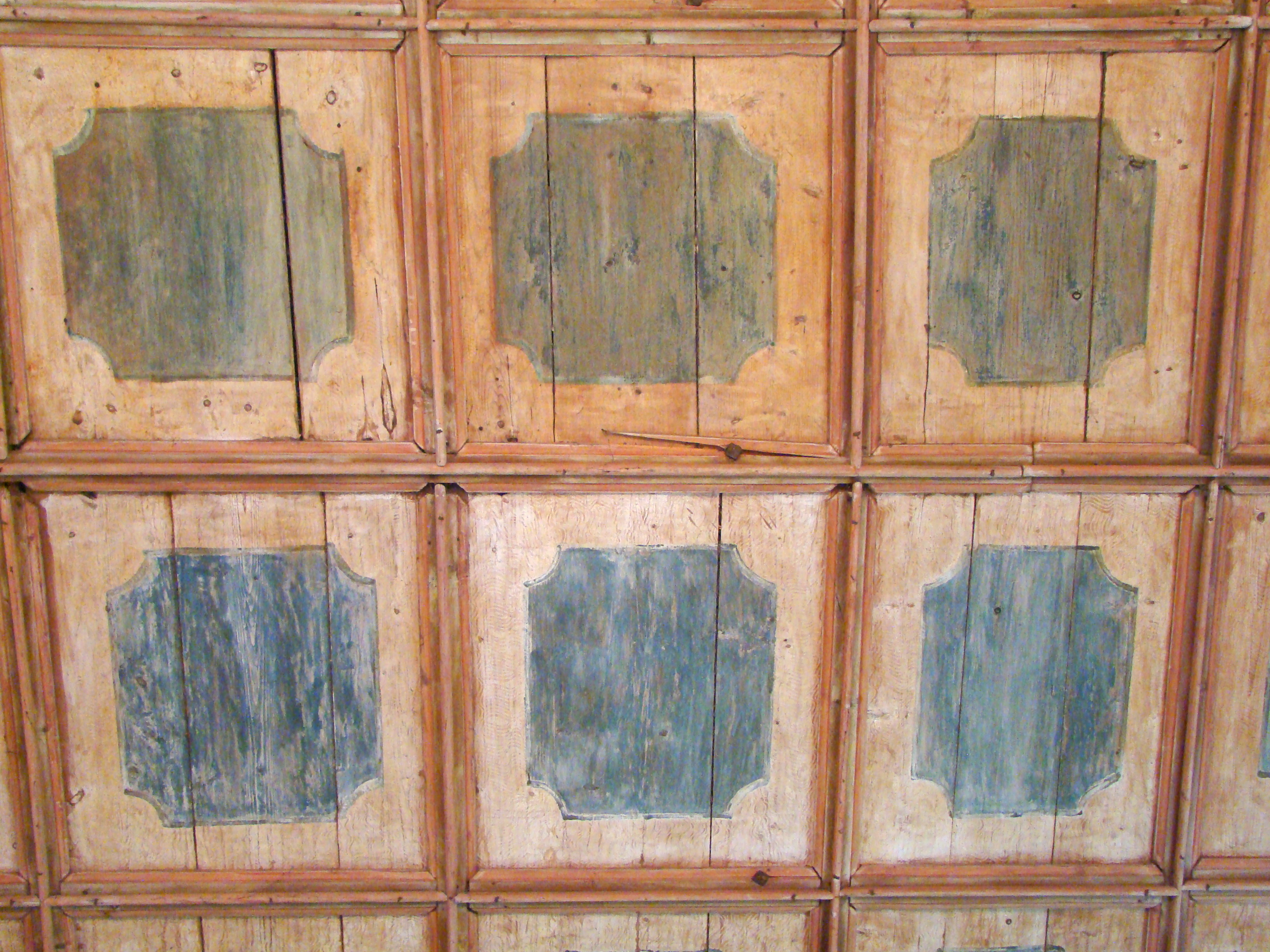
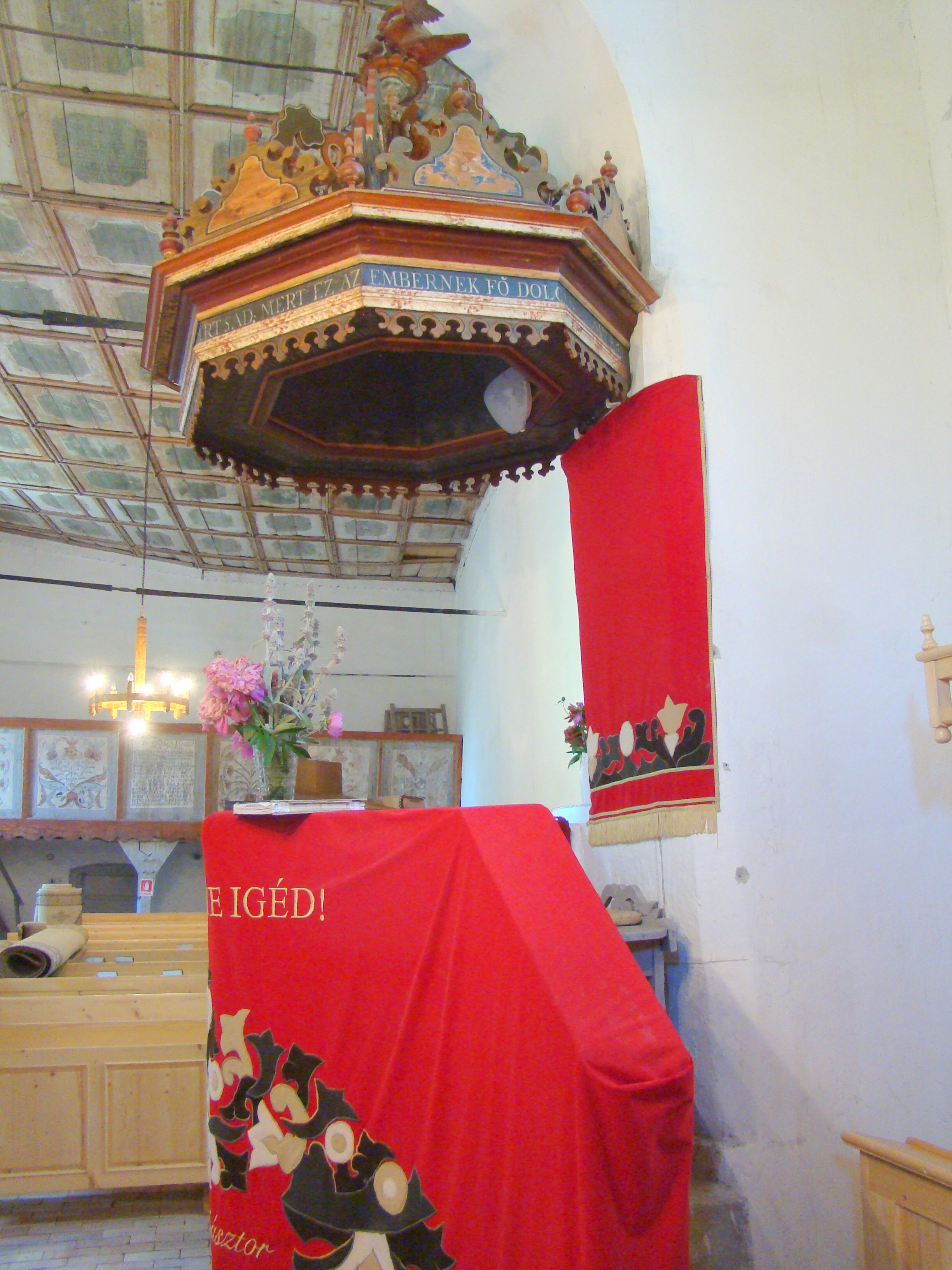
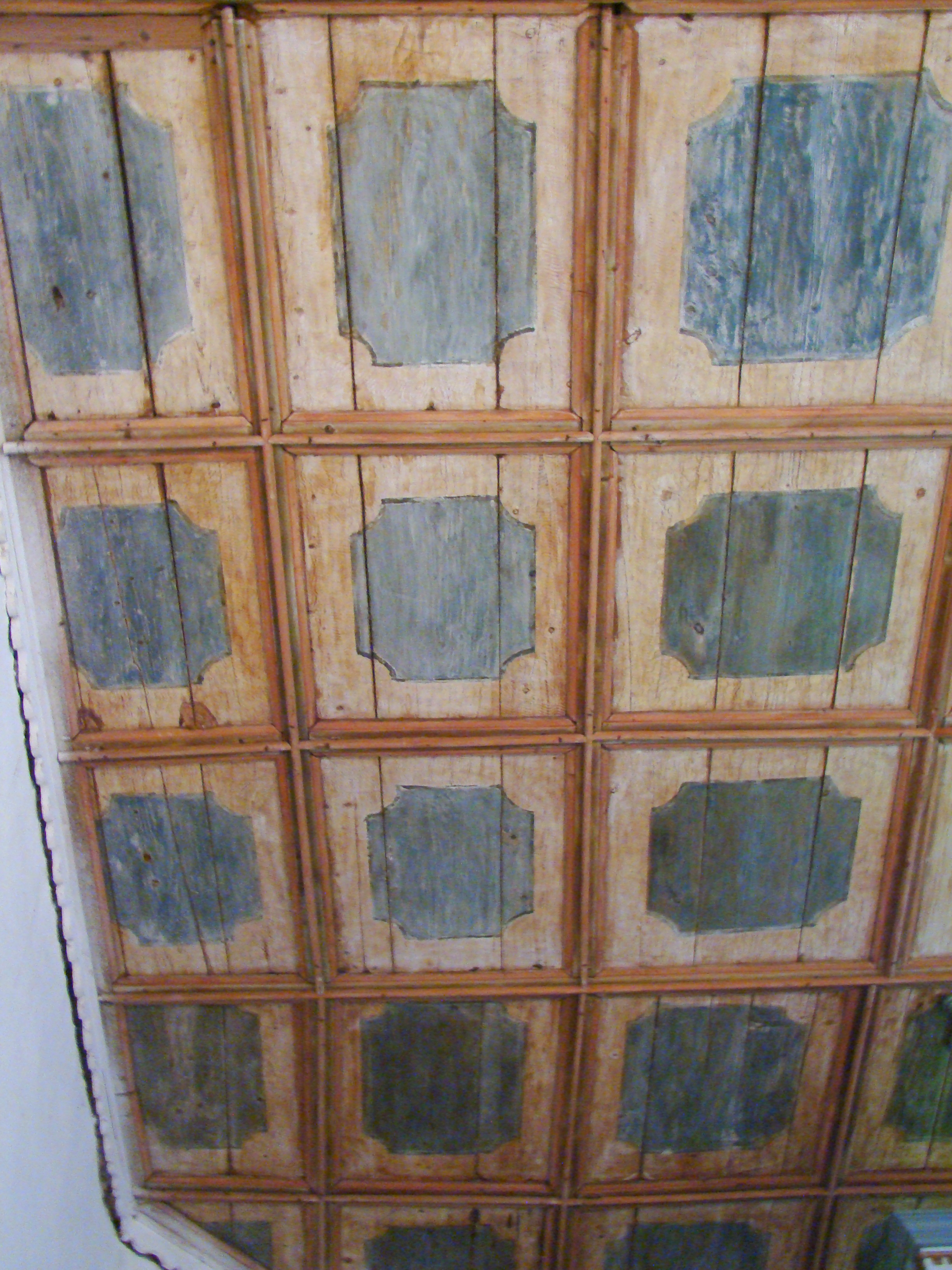
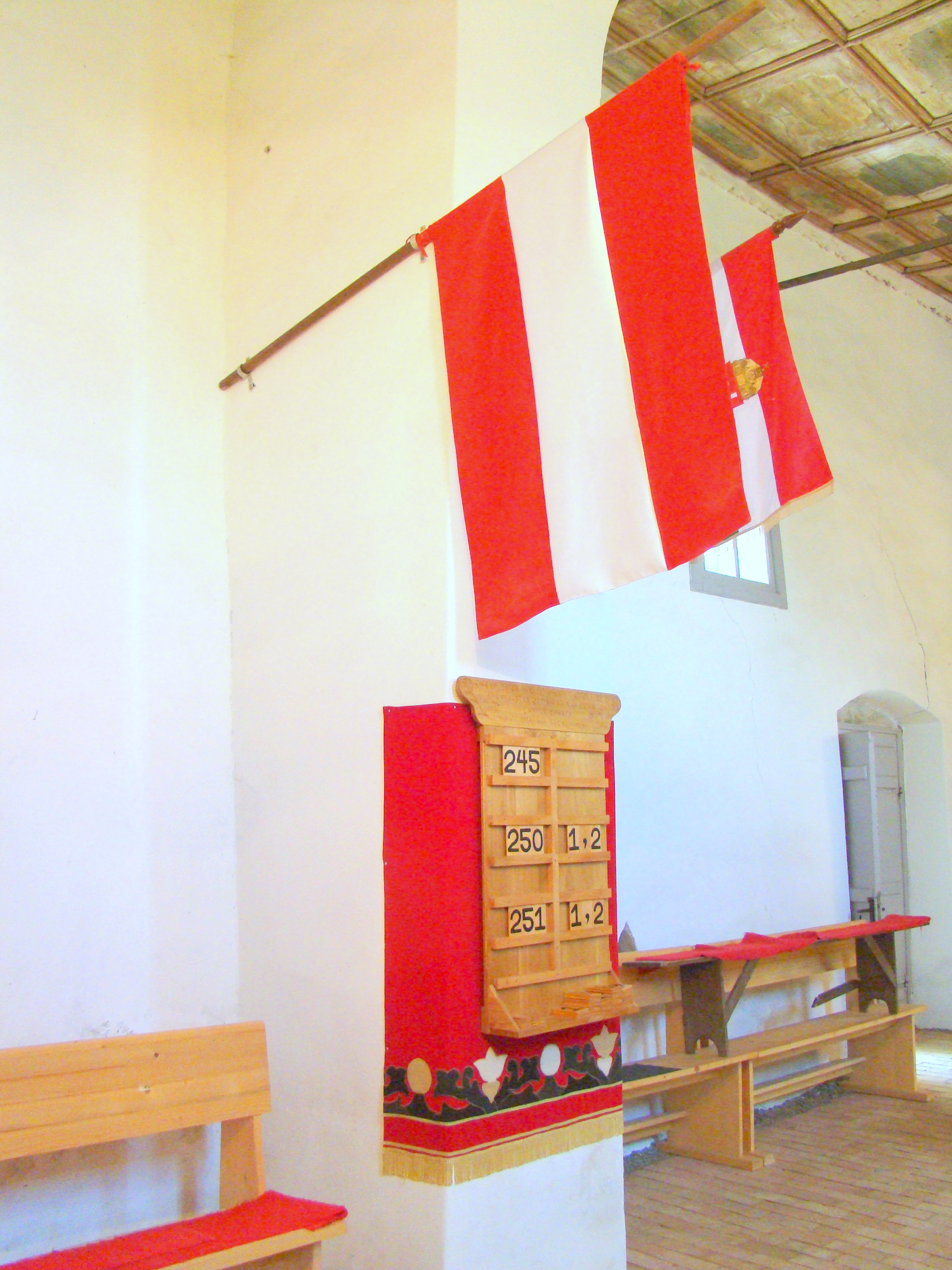
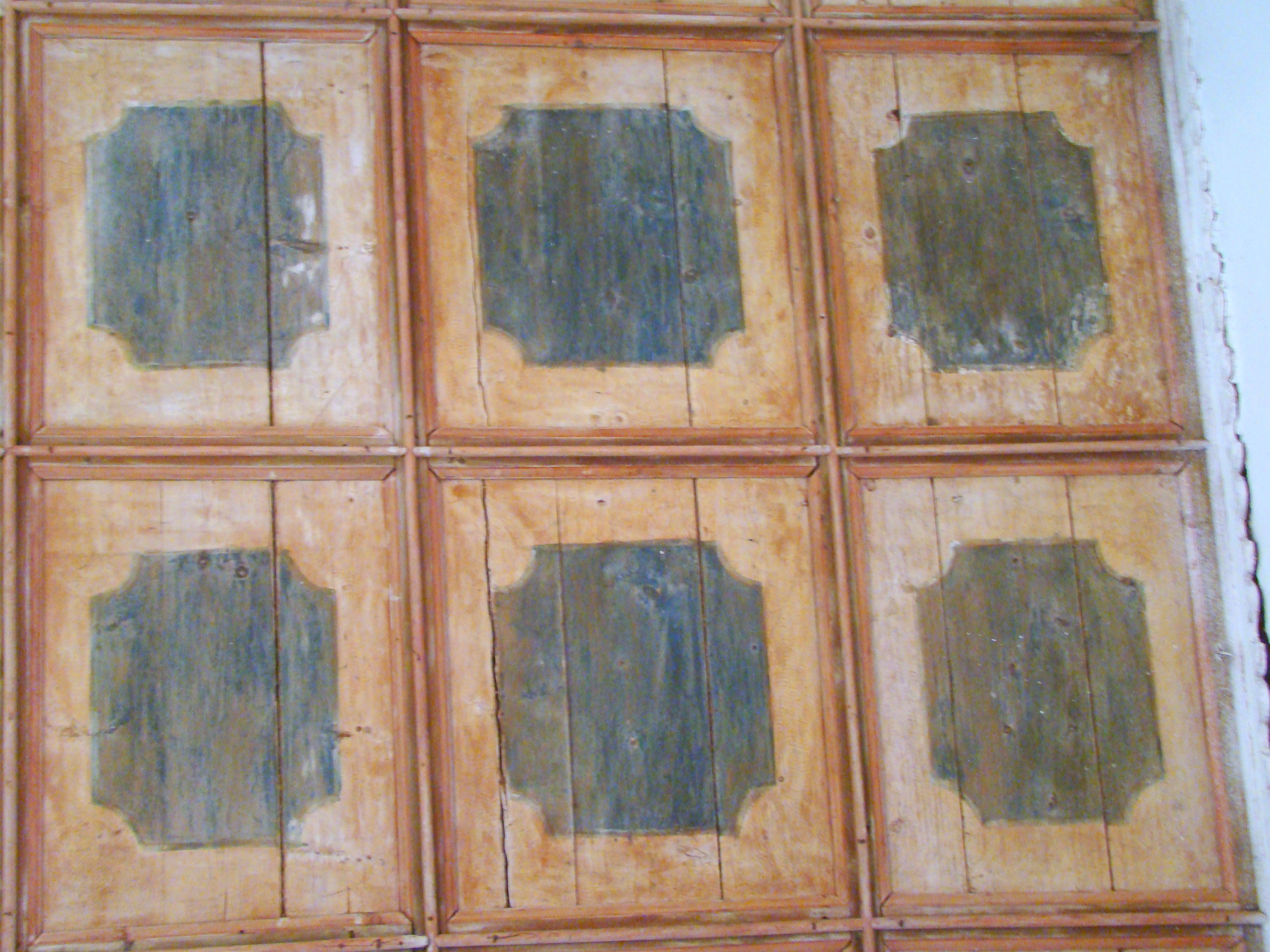
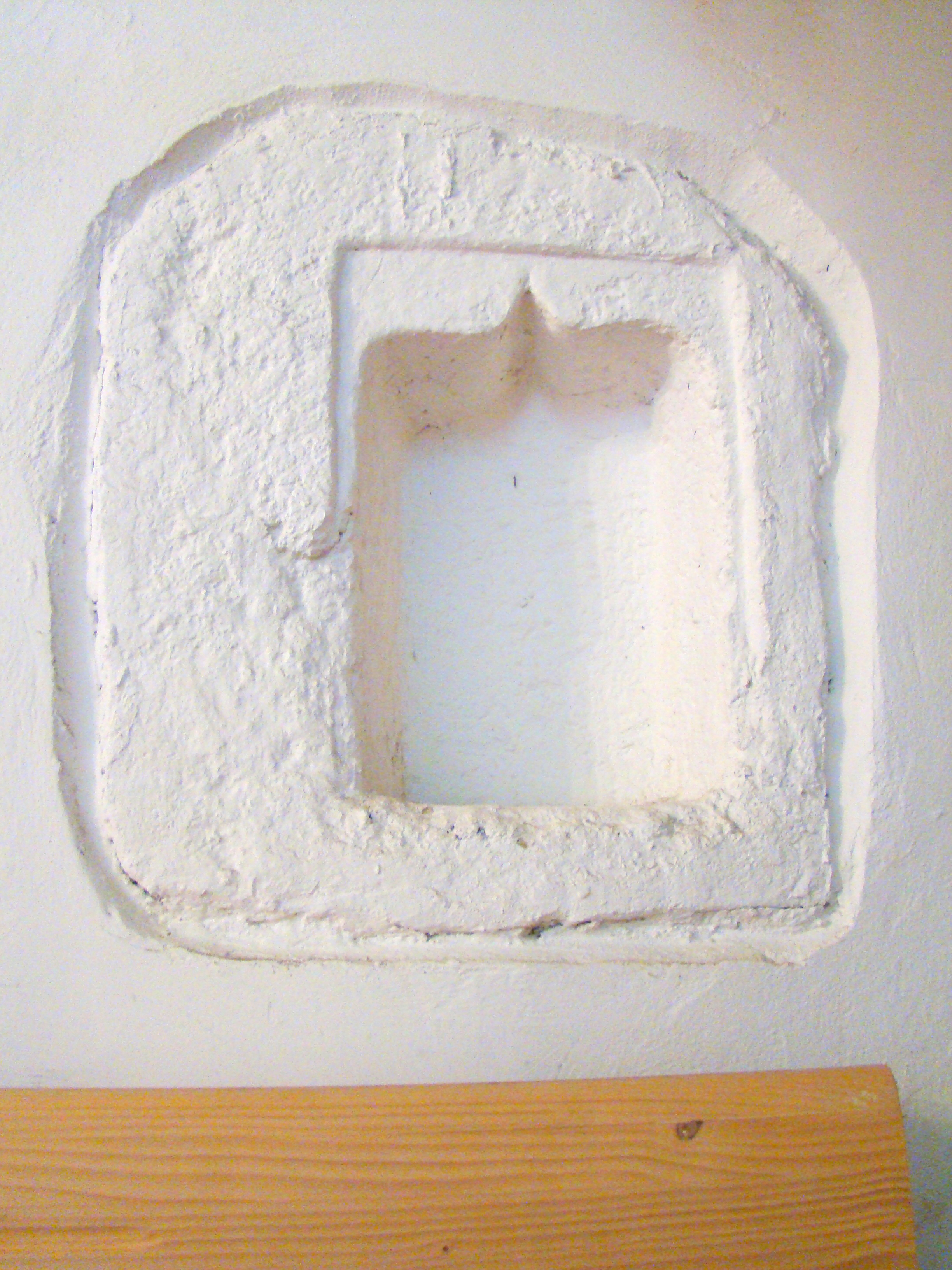
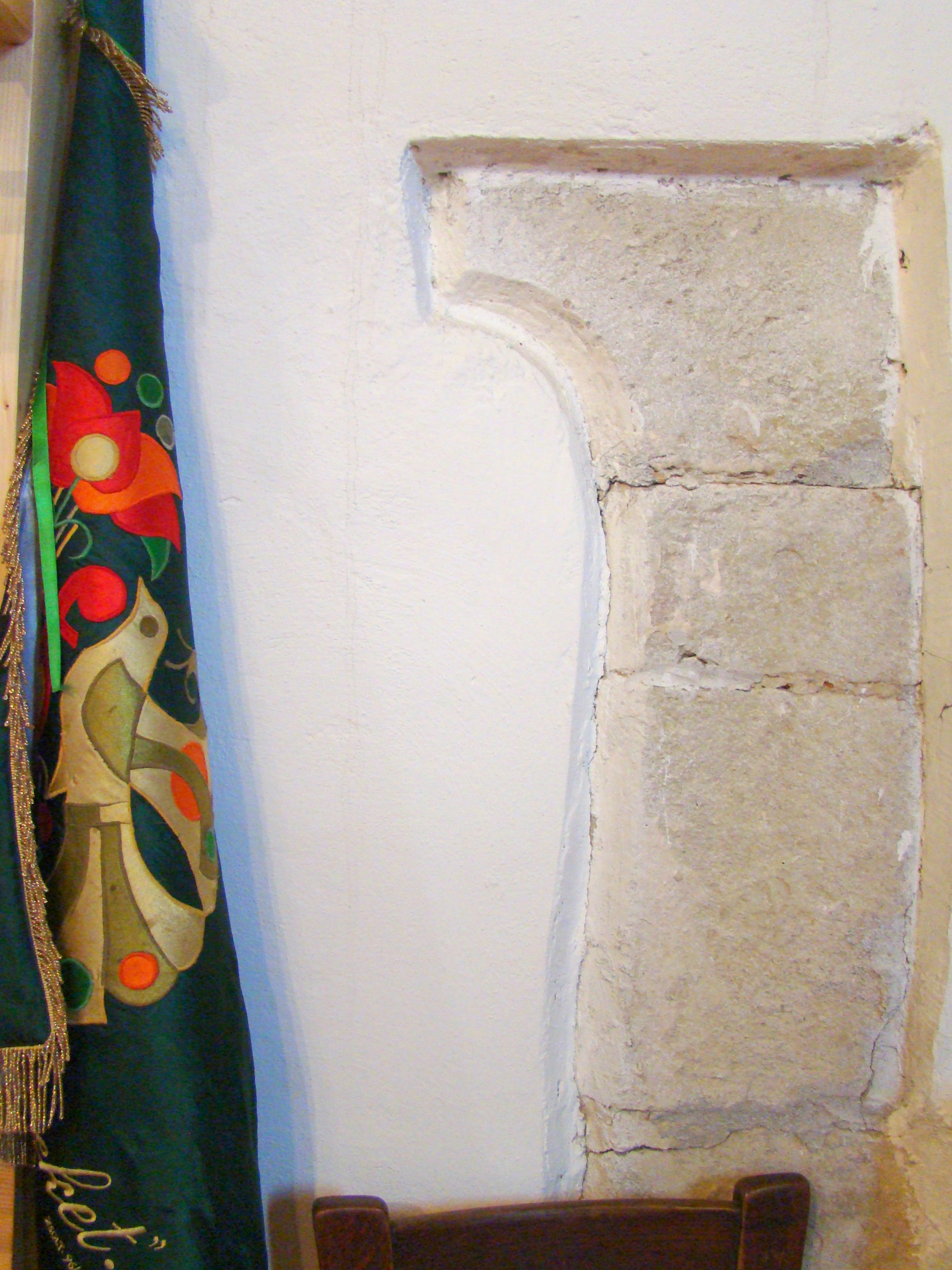
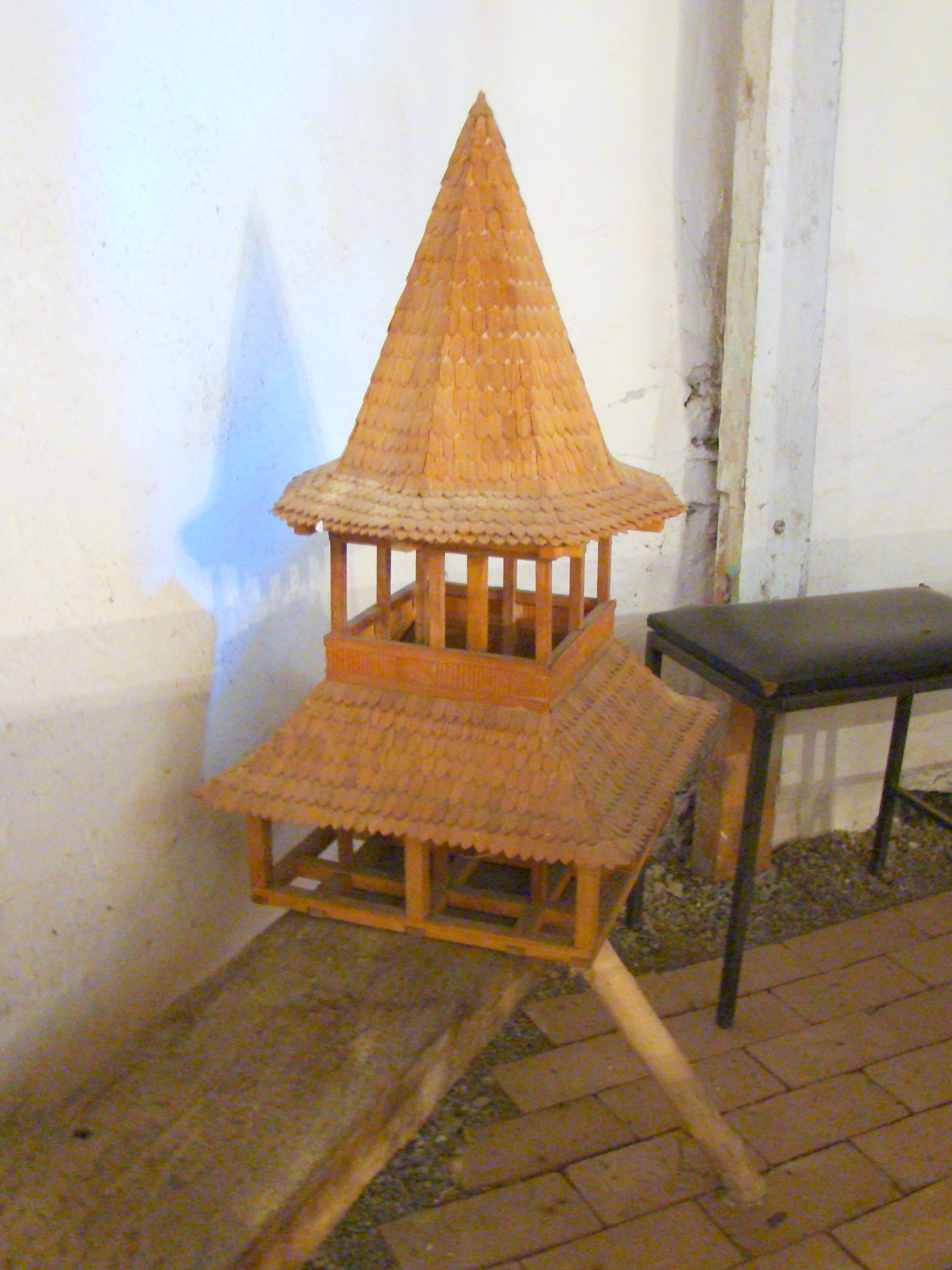
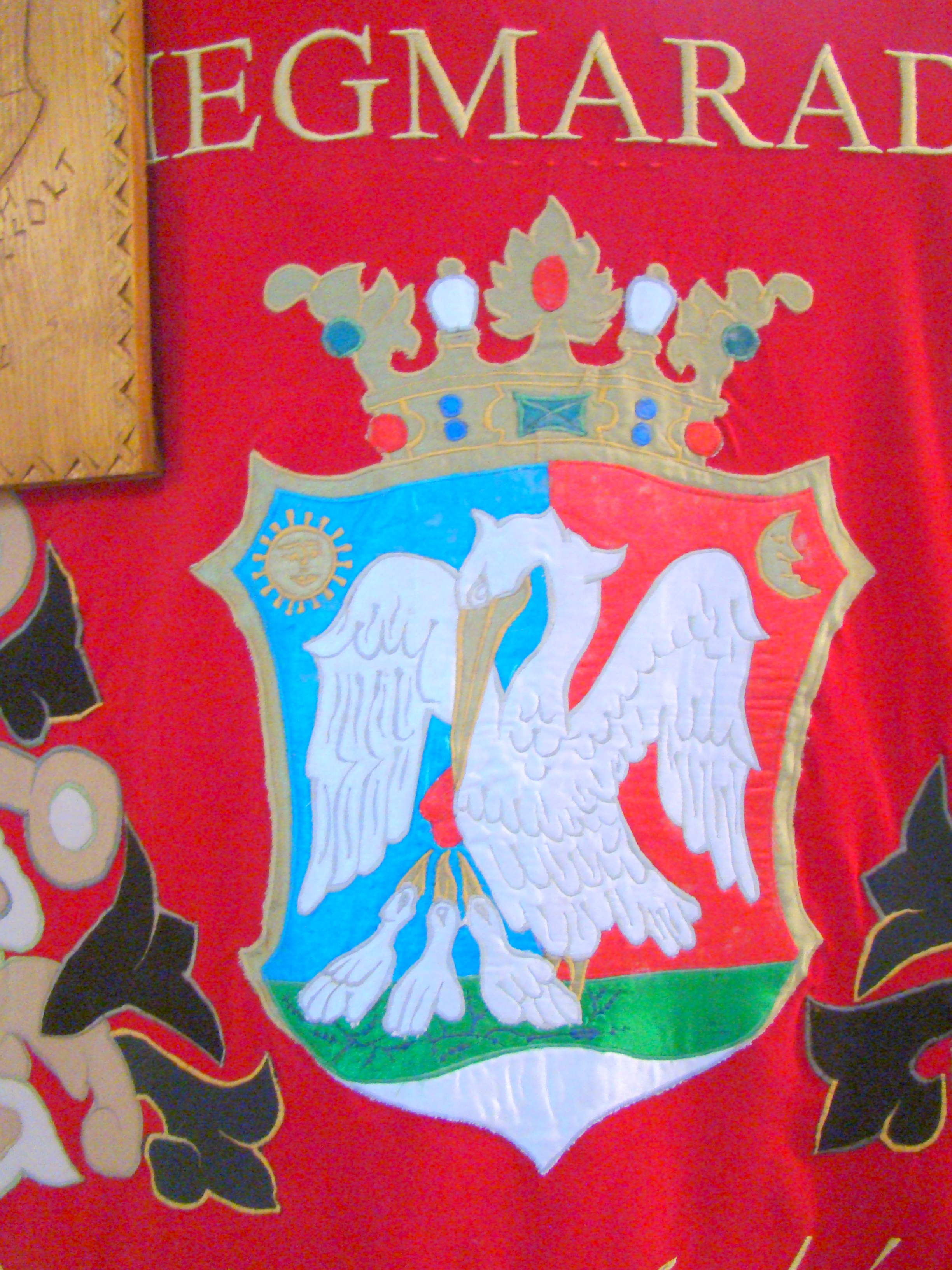
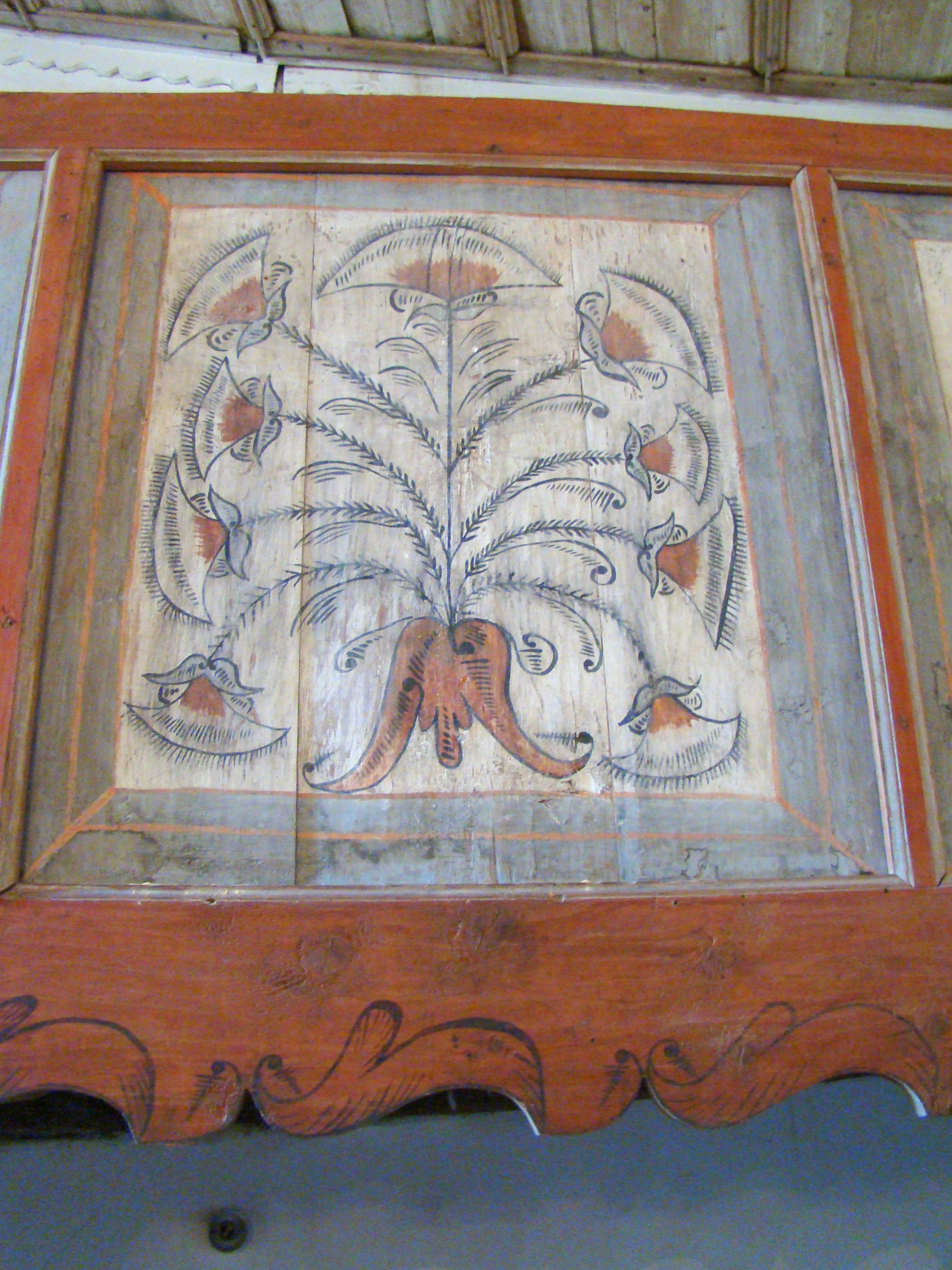
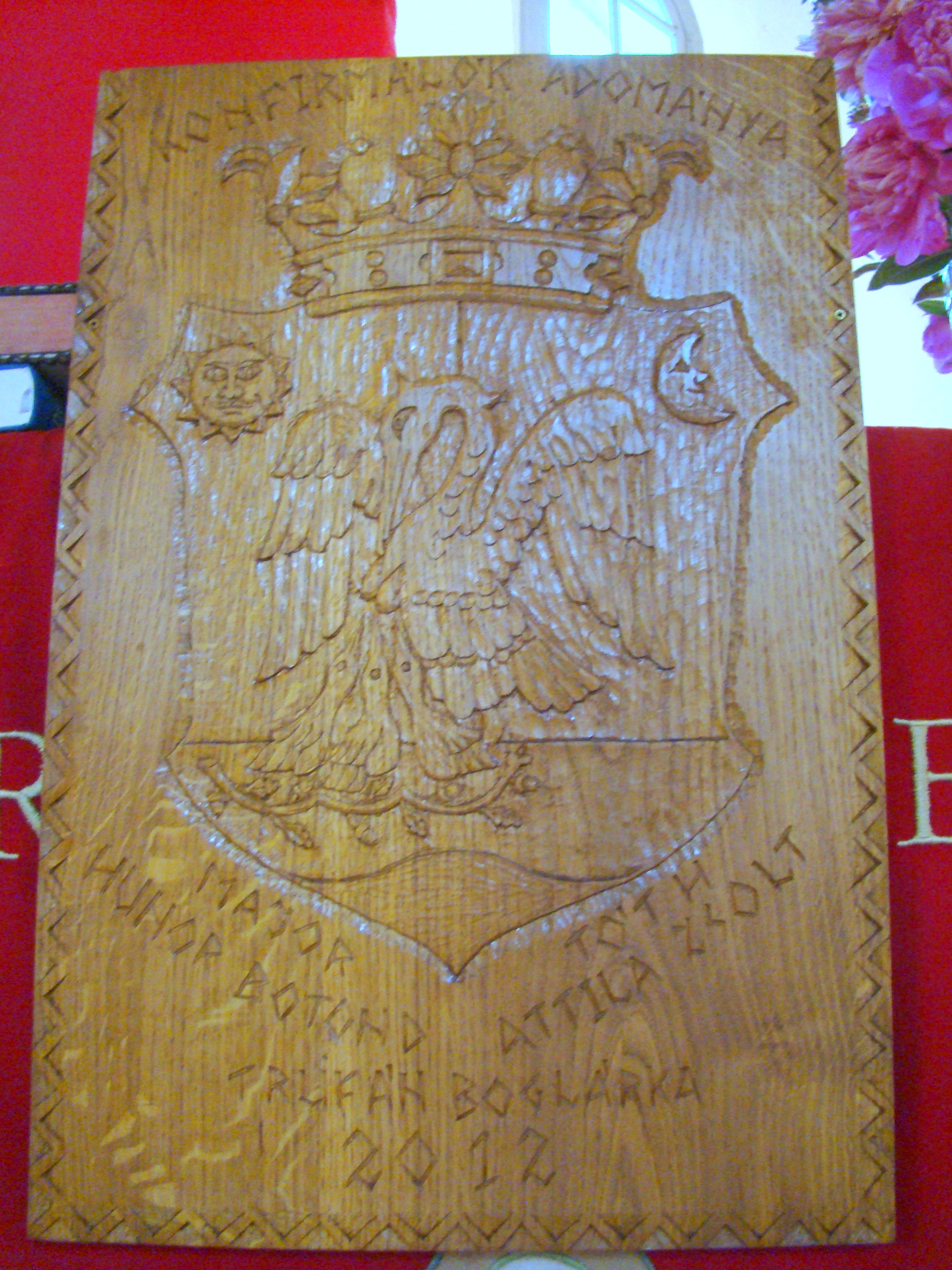
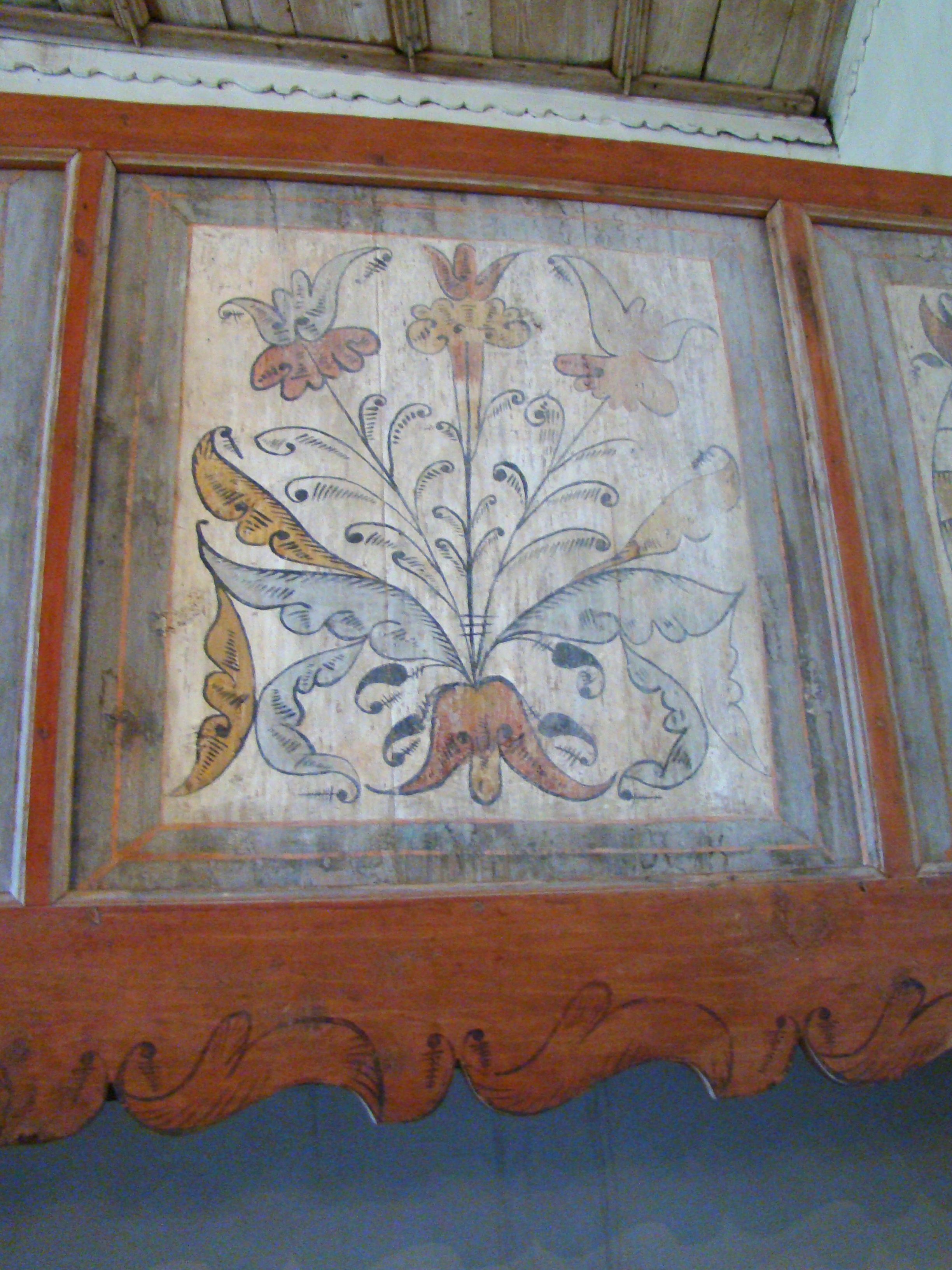
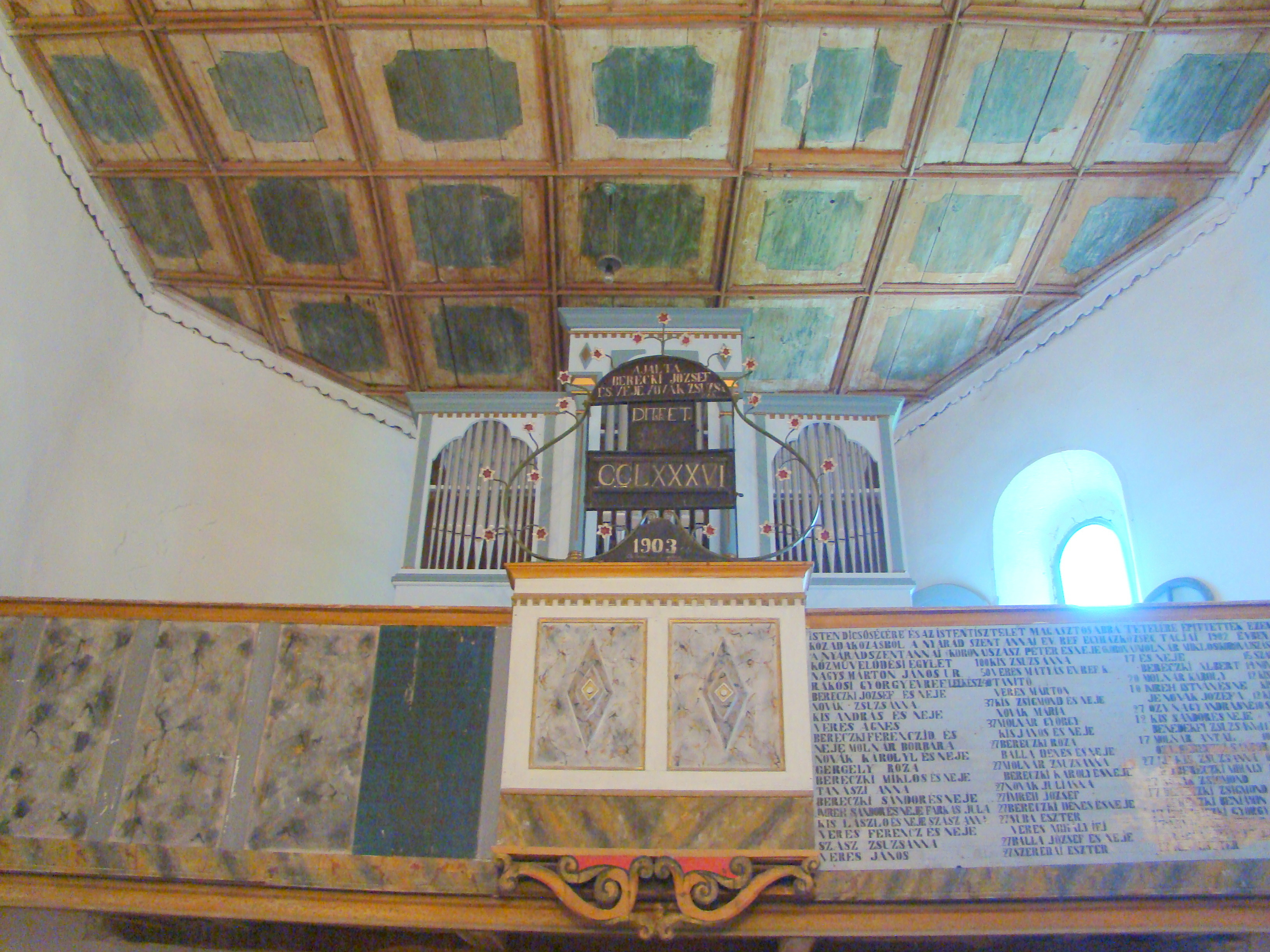
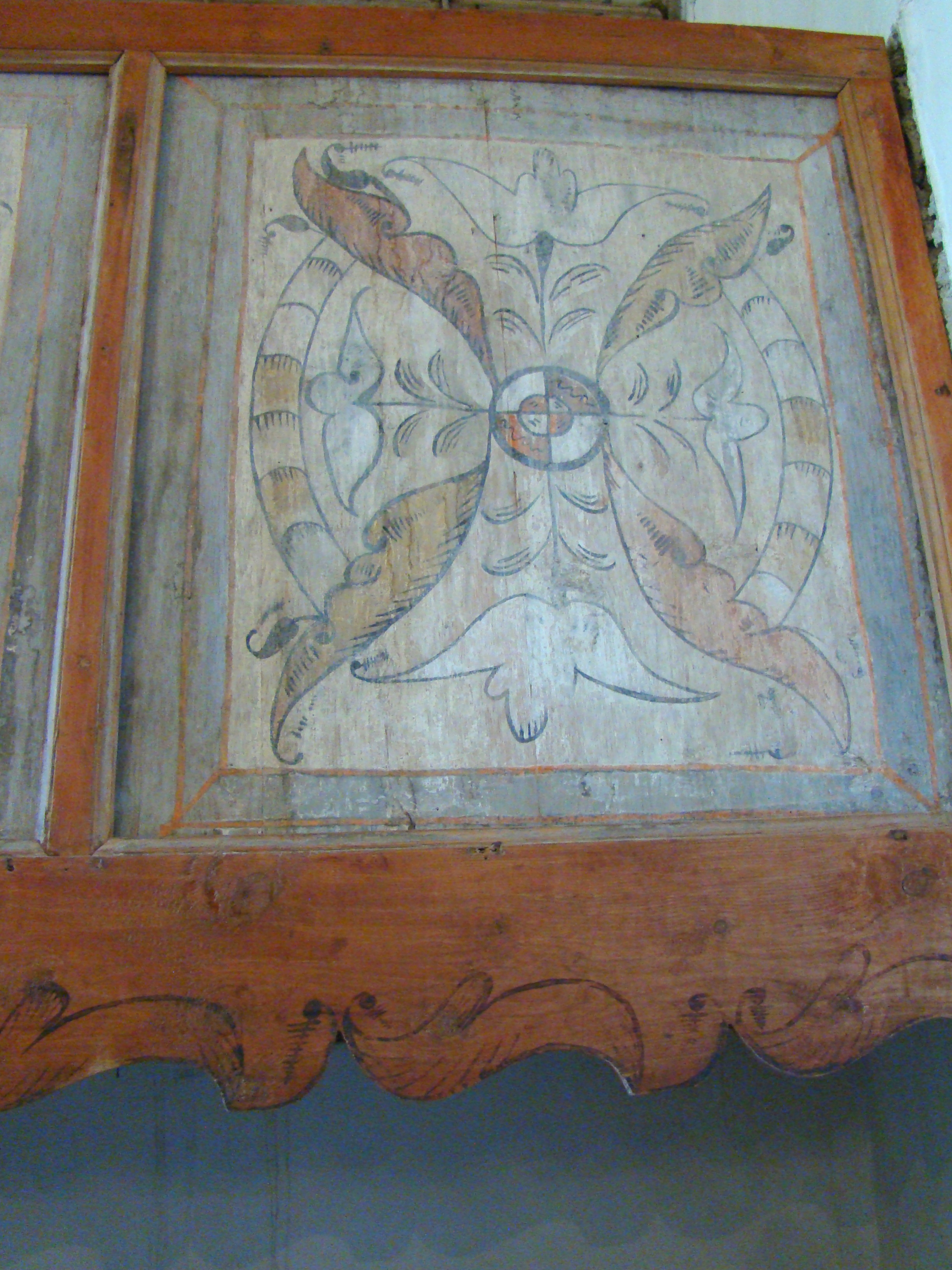
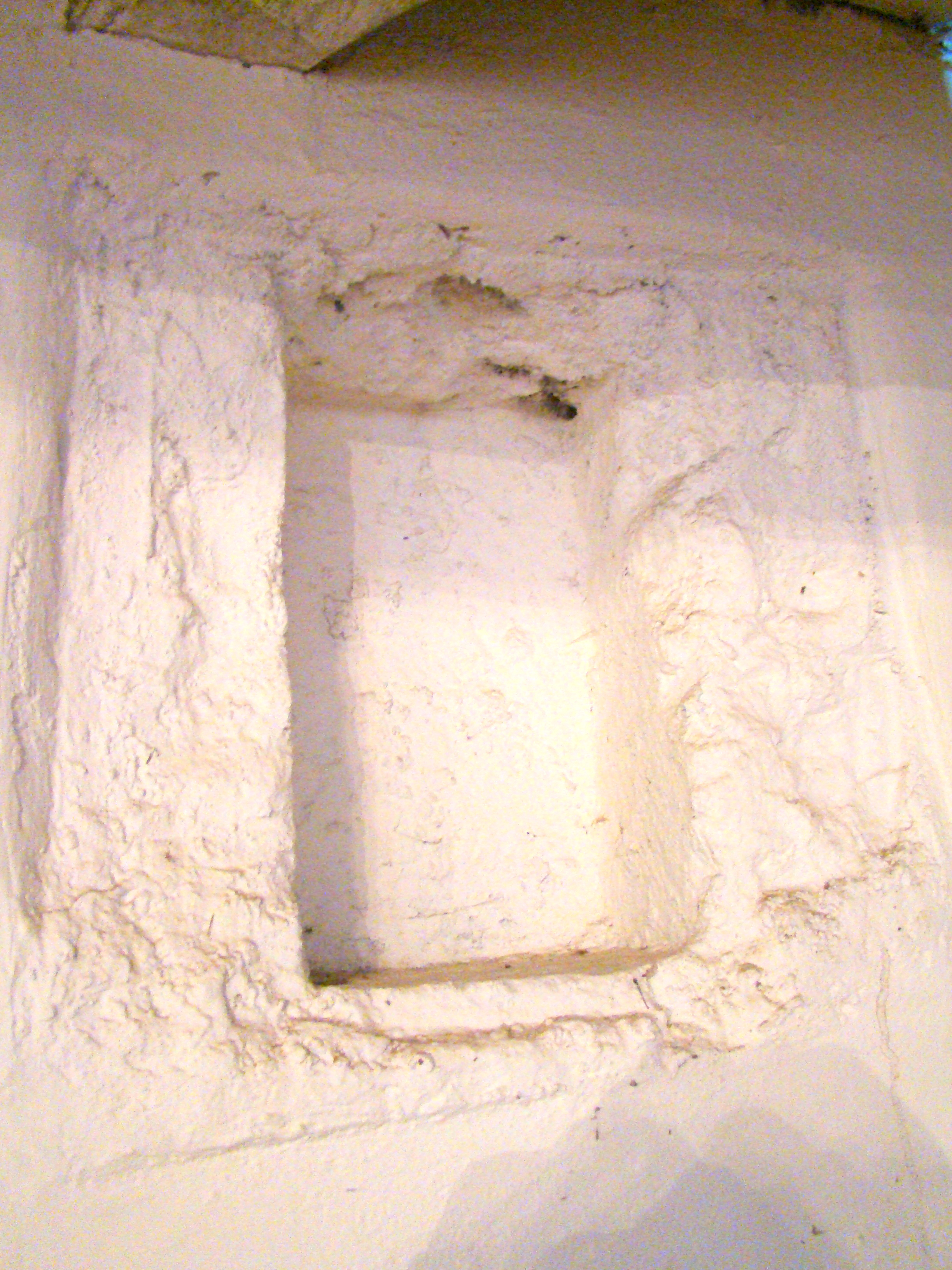
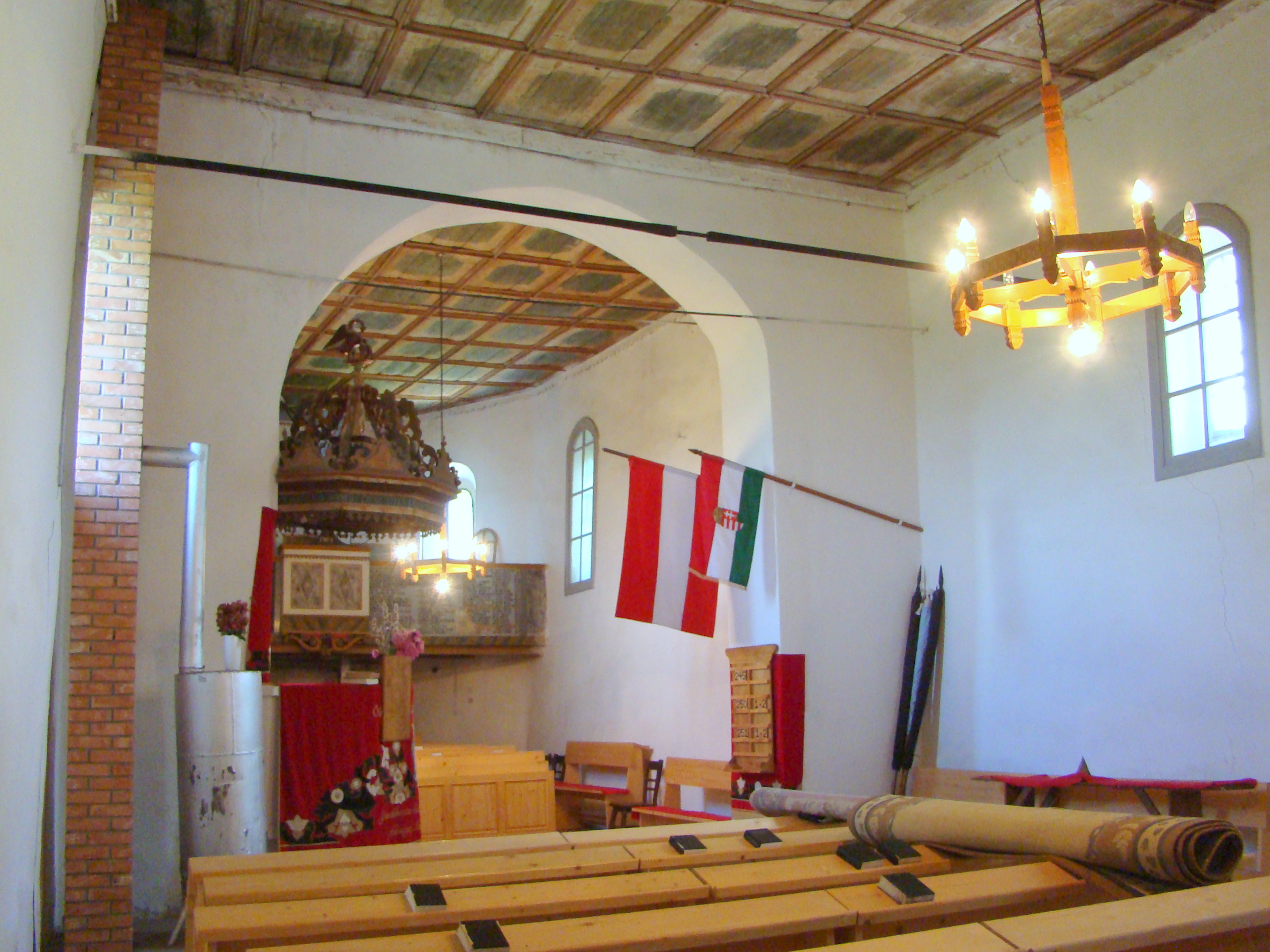
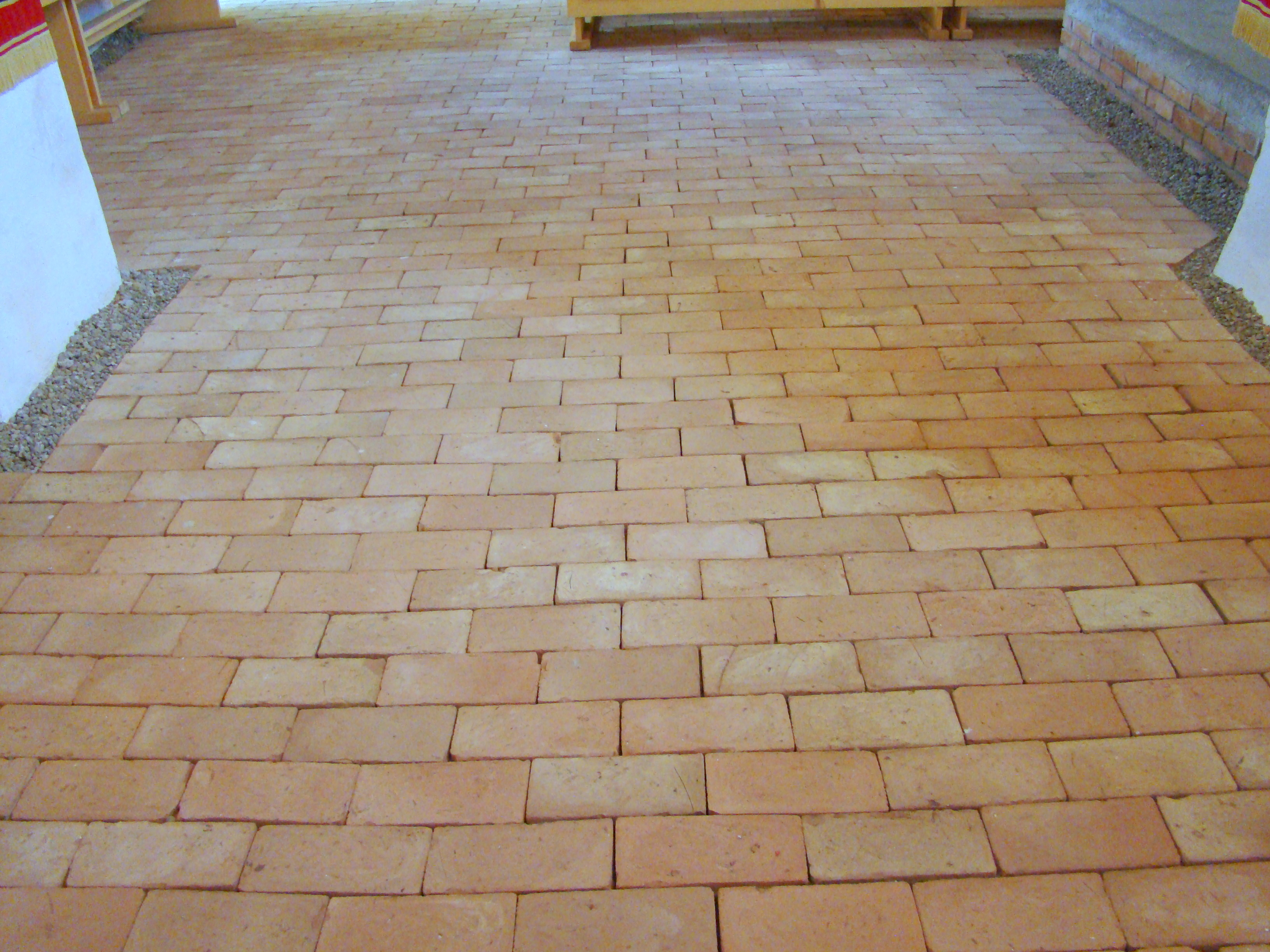
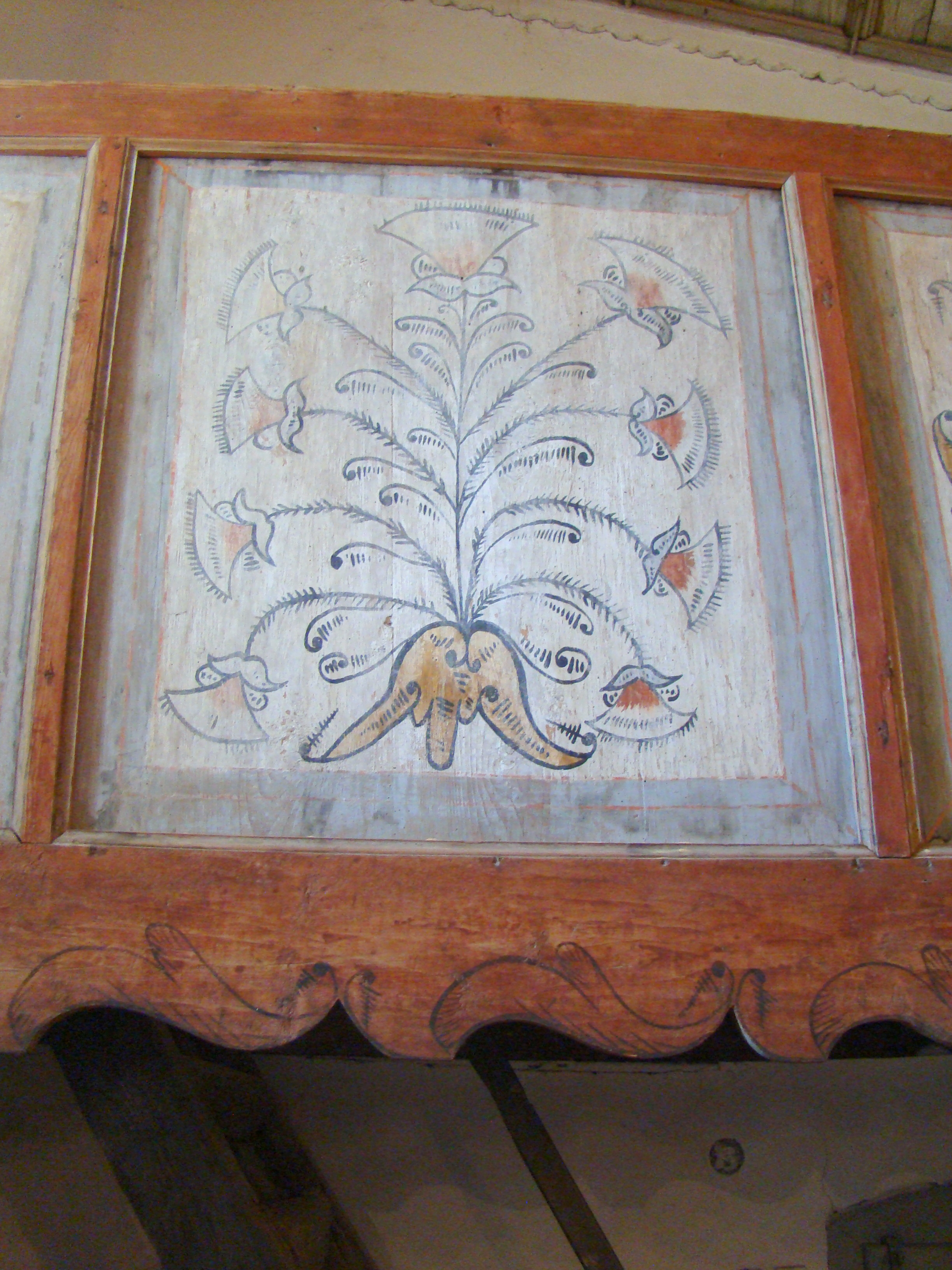
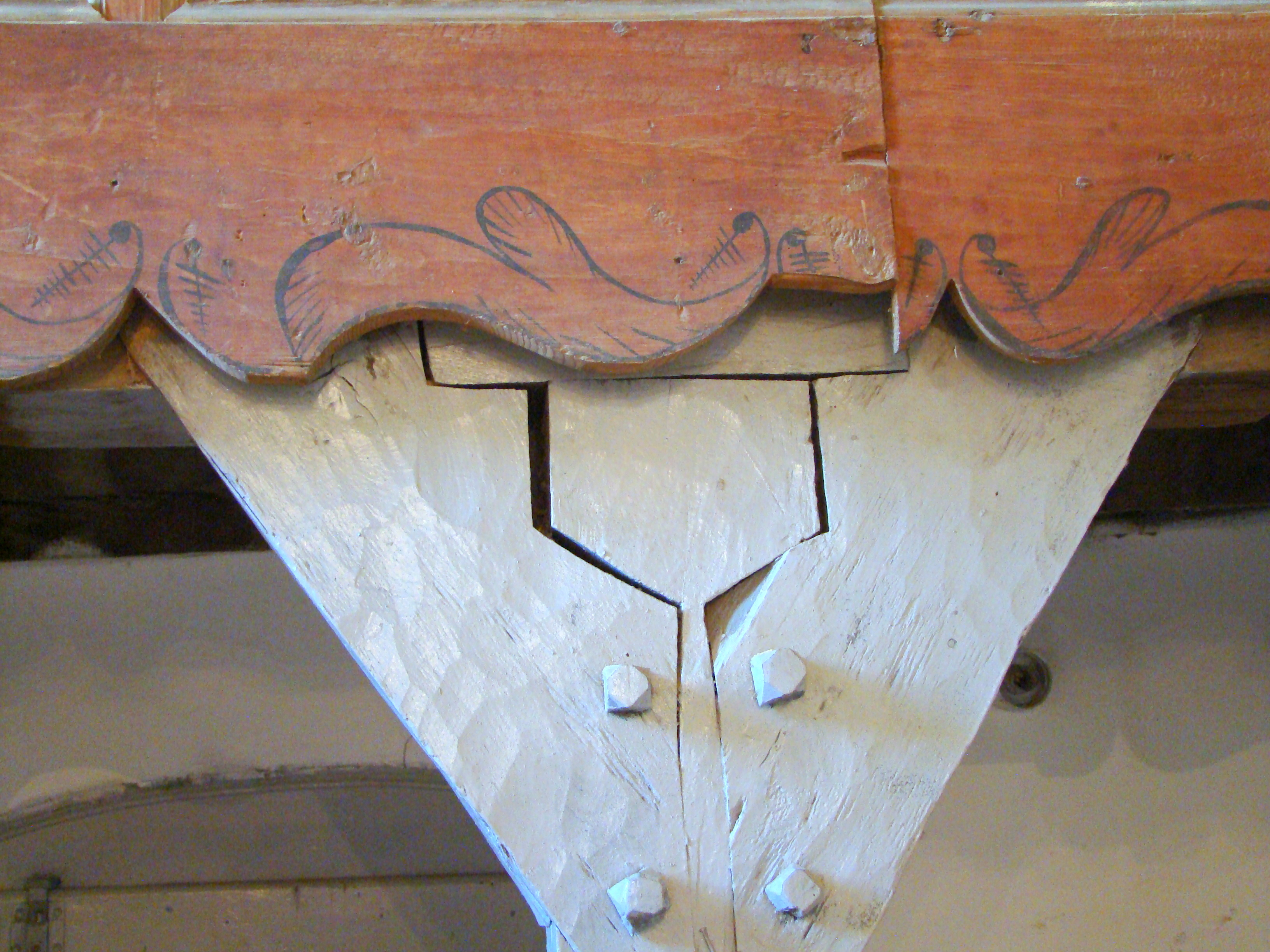
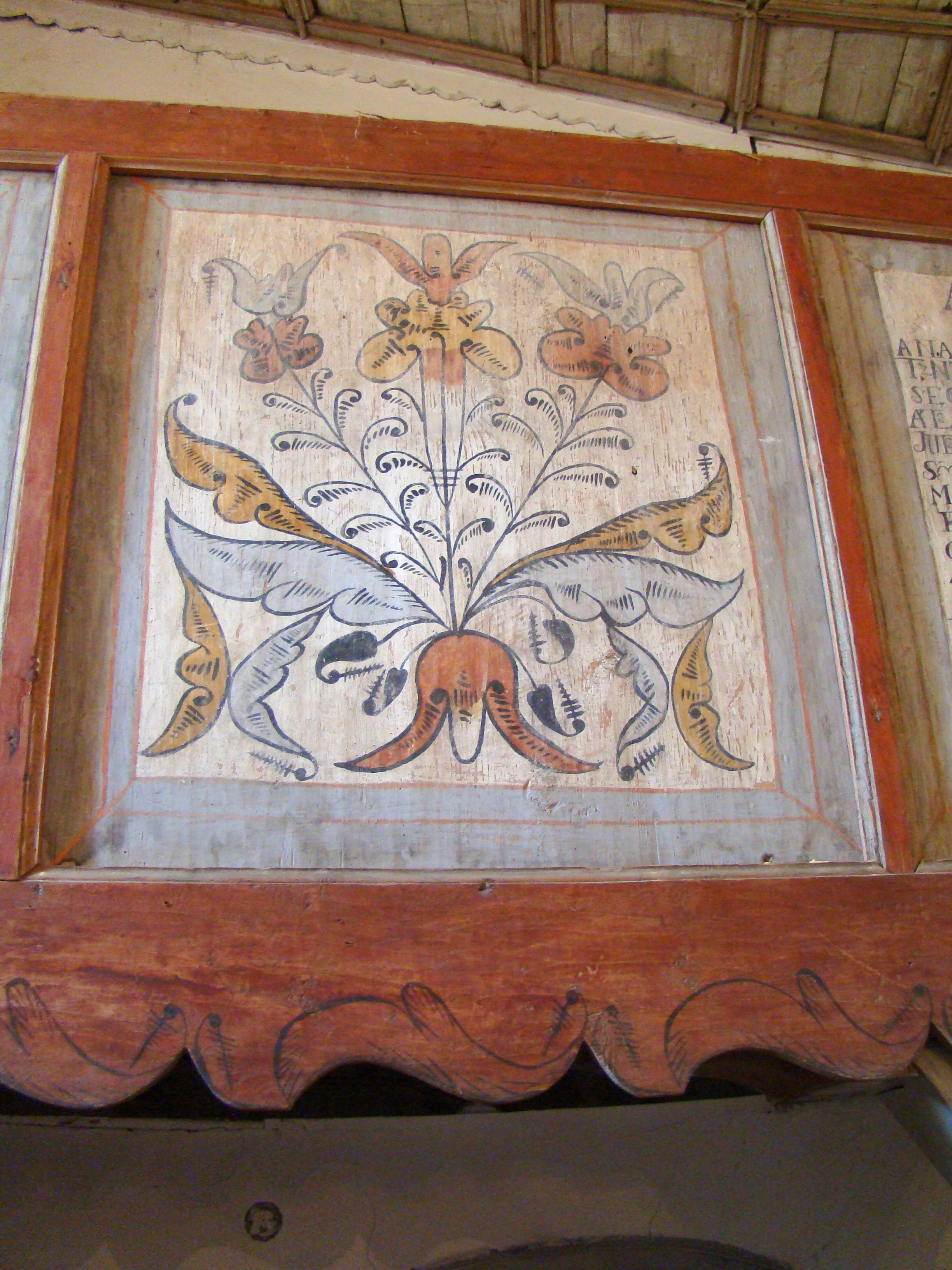
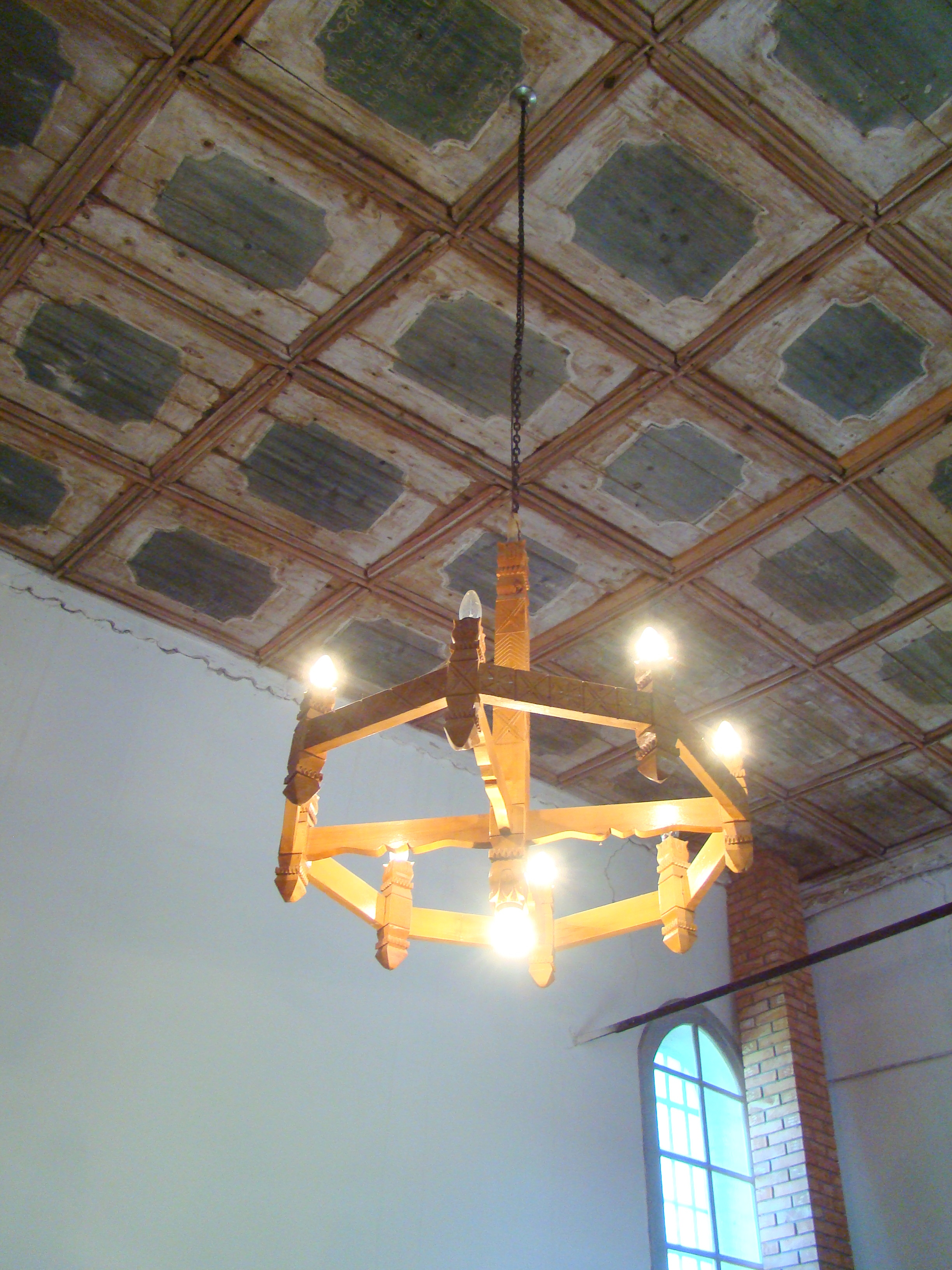
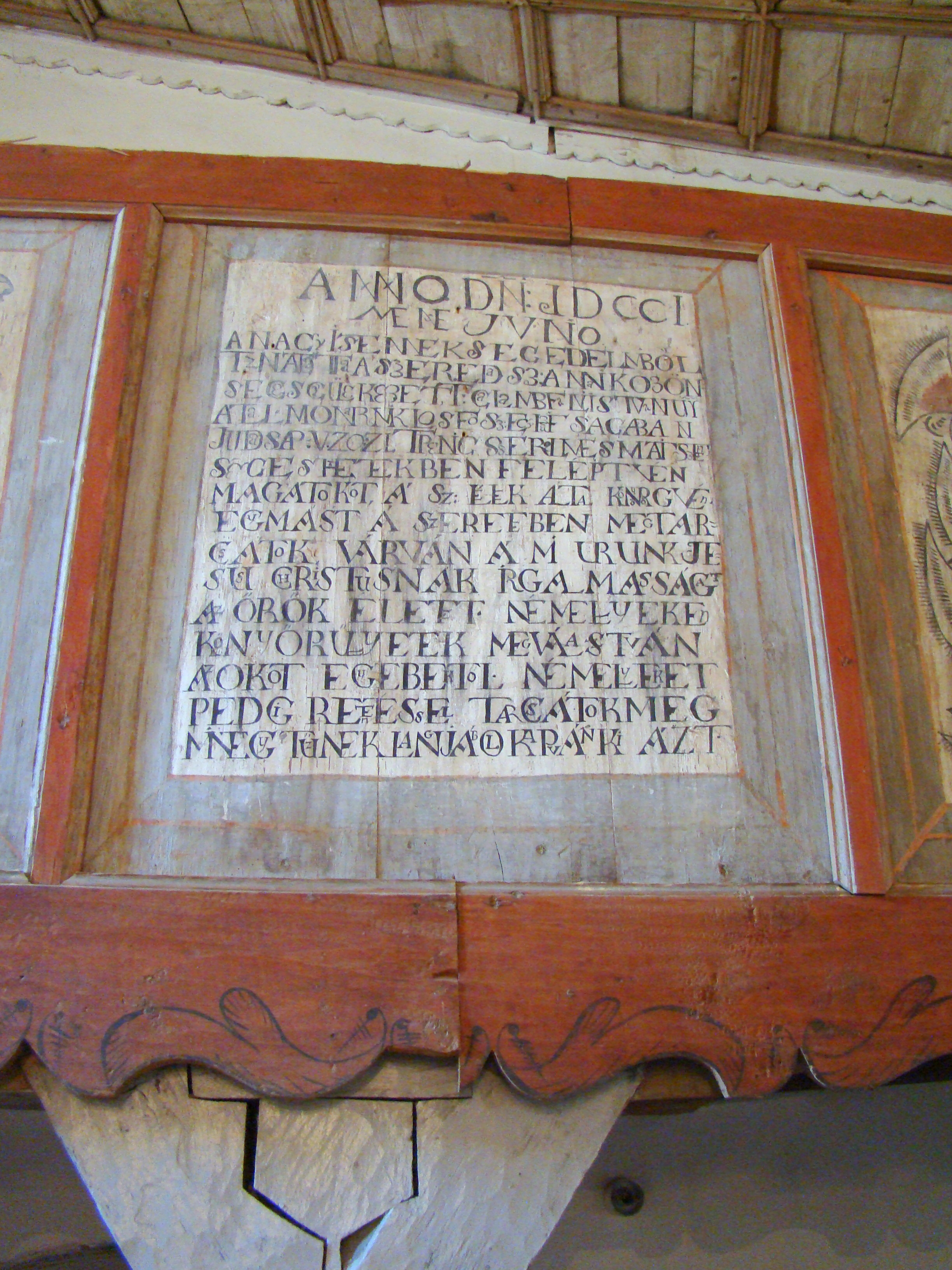
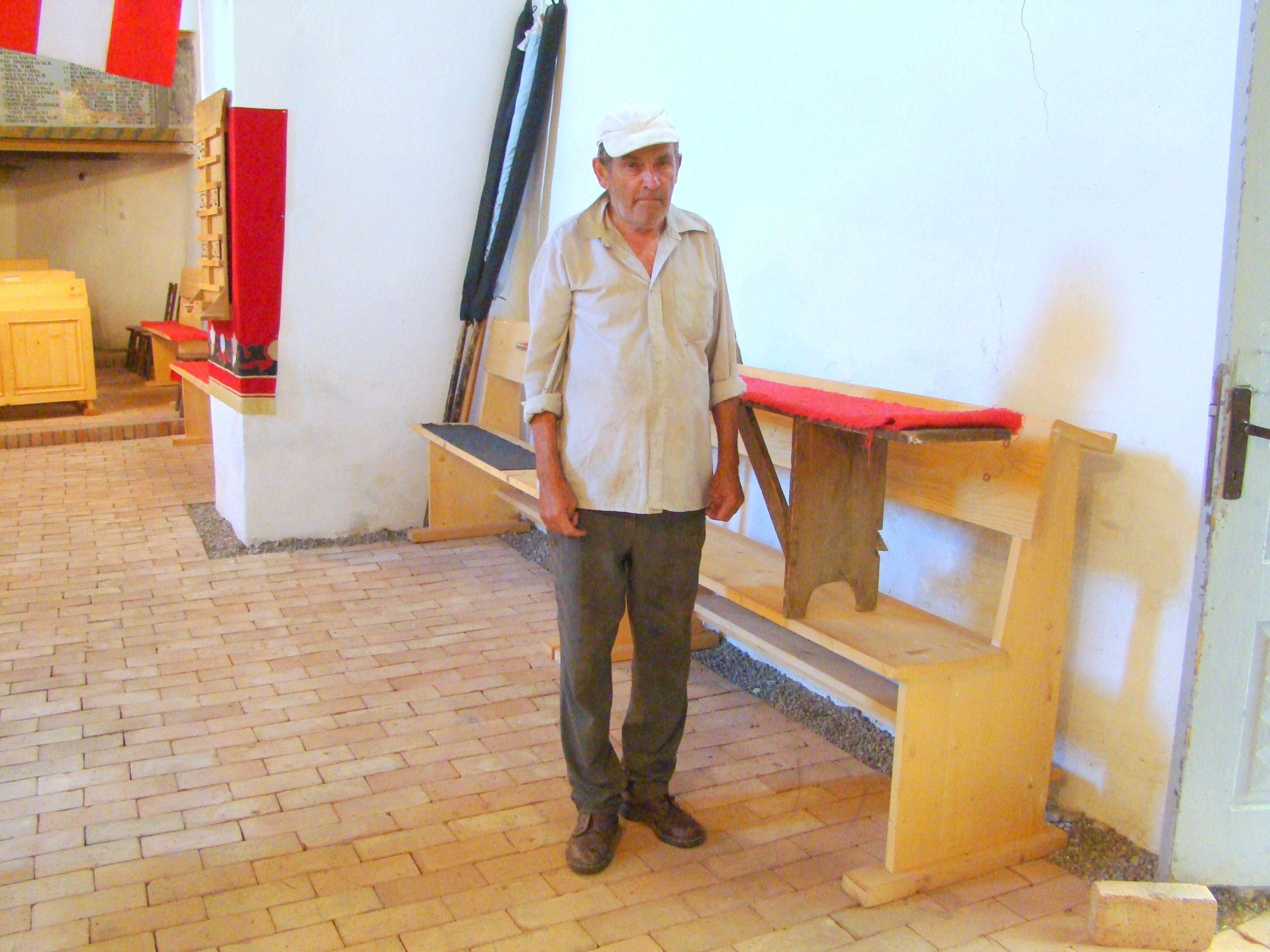
Clopotarul bisericii reformate din Sântana Nirajului, oraș Miercurea Nirajului: Károly Csiszér
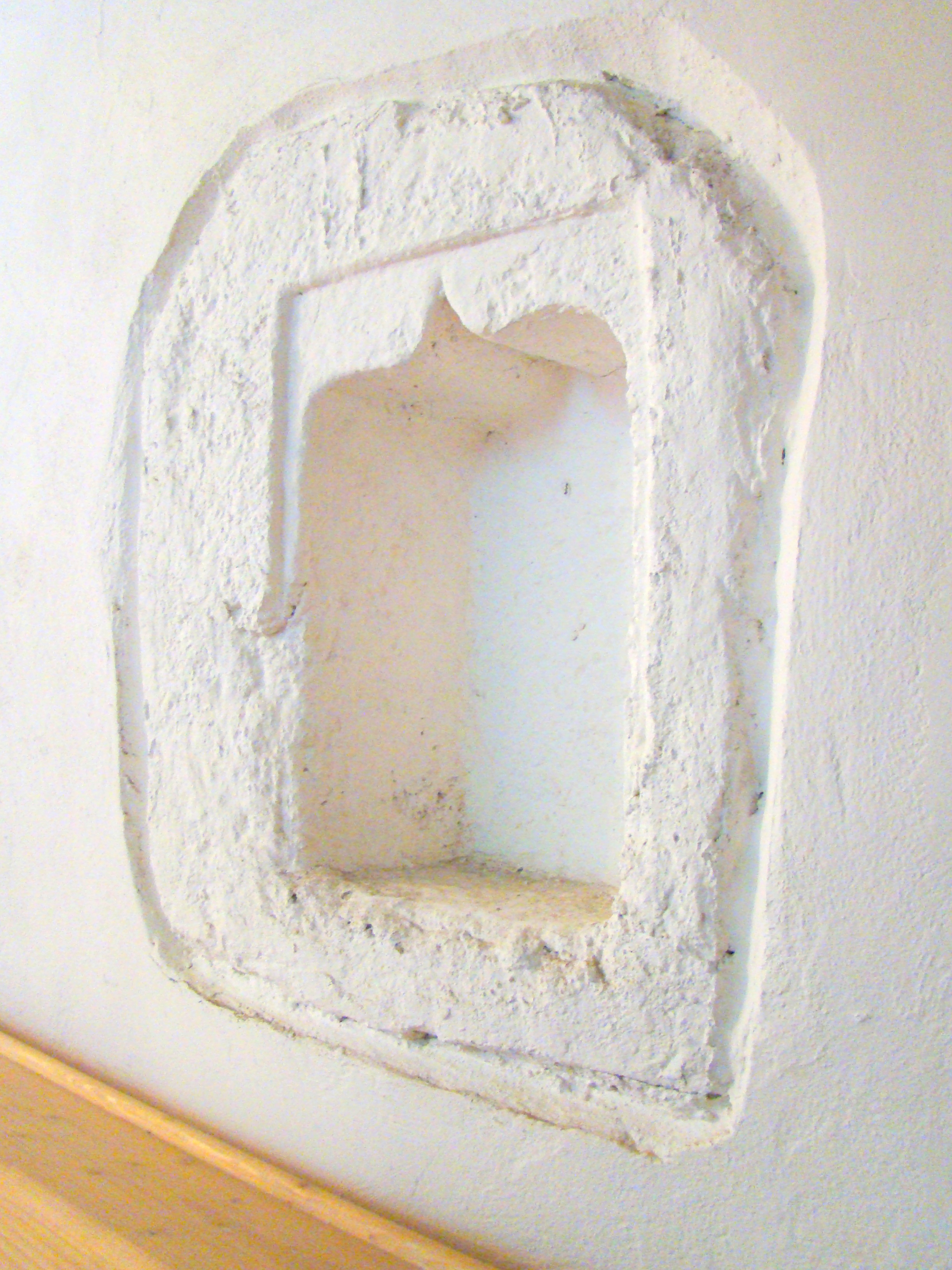